# Barton Myers

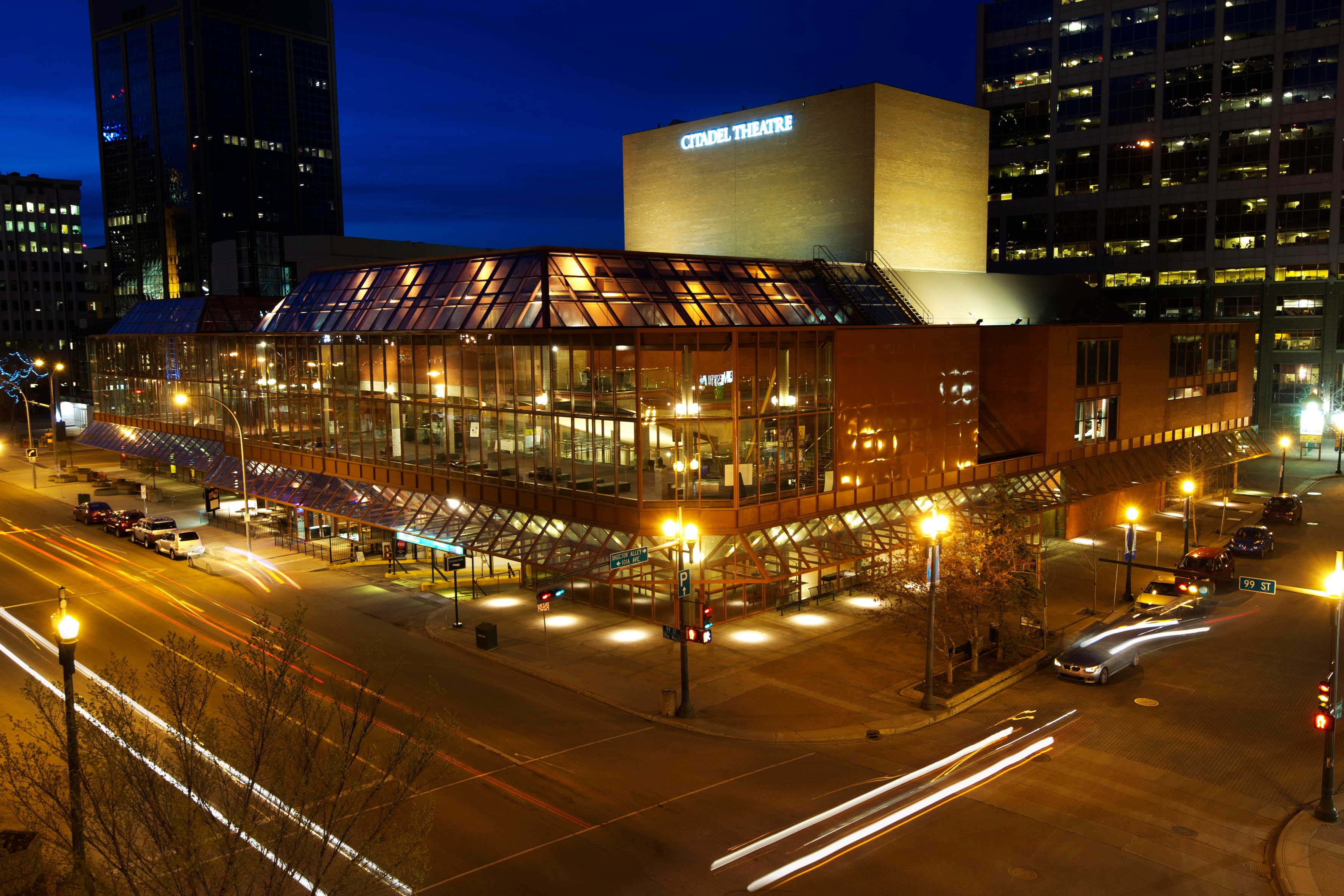
Citadel Theatre Edmonton

Barton Myers (nacido el 6 de noviembre de 1934) es un arquitecto y presidente estadounidense y canadiense de Barton Myers Associates Inc. de Santa Bárbara, California. Con una carrera que abarca más de 40 años, Myers es miembro del Instituto Americano de Arquitectos y fue miembro de la Asociación de Arquitectos de Ontario mientras trabajaba en Canadá anteriormente en su carrera. 

## Orígenes y formación
Nacido en Norfolk, Virginia, Myers es un descendiente de Moses Myers, un hombre de negocios que fue el primer colono judío permanente en Norfolk, Virginia.  La casa de estilo federal que construyó en Norfolk se convirtió más tarde en la Casa de Moses Myers / Museo de Arte Chrysler, y Myers se ha desempeñado como miembro de la Junta del Comité Asesor del museo desde 1999. 
Su abuelo (también llamado Barton Myers, 1853-1927) fue alcalde de Norfolk, Virginia, y fue miembro de la junta de la Exposición de Jamestown en 1097. En 2007, el Museo de Arte Chrysler organizó una exposición sobre las contribuciones significativas de su vida a Norfolk, Virginia, en la Casa de Moses Myers.
Myers se graduó en la Academia Naval de los Estados Unidos en Annapolis, Maryland, y sirvió como piloto de caza a reacción durante cinco años en la Fuerza Aérea de los Estados Unidos, primero en el oeste de los Estados Unidos y luego (durante tres años) en el Reino Unido. Asistió a cursos de arquitectura en Oxford y en la Universidad de Cambridge, y regresó a los Estados Unidos para estudiar arquitectura.  Recibió su Maestría en Arquitectura en la Universidad de Pensilvania y posteriormente trabajó con Louis Kahn desde 1964 hasta 1966.

## Práctica arquitectónica
Estableció su propia práctica en Toronto en 1968, y fue director de la firma Diamond and Myers hasta 1975, cuando formó la Barton Myers Associates en Toronto. En 1984, abrió una oficina en Westwood, Los Ángeles, que ahora es la base de la firma. 
En 1986, Myers recibió el primer Premio de Artes de Toronto para Arquitectura en reconocimiento a su contribución a la ciudad y, en 1994, recibió la Medalla de Oro del Real Instituto de Arquitectura de Canadá. En 2002, fue galardonado con la Medalla de Oro del Capítulo de Los Ángeles del American Institute of Architects. También es miembro de la Royal Canadian Academy of Arts (RCA), "una de las instituciones culturales más duraderas de Canadá". Fundada en 1880, la RCA celebra los logros excepcionales de los profesionales que trabajan en Canadá en múltiples disciplinas y bajo el patrocinio del Gobernador General de Canadá.
Myers enseñó arquitectura y planificación tanto en la Universidad de Toronto como en la Universidad de Waterloo. También se ha desempeñado como profesor de la cátedra Thomas Jefferson en la Universidad de Virginia, profesor de la cátedra Graham en la Universidad de Pensilvania y ha sido profesor visitante en la Escuela Superior de Diseño de Harvard.  Ha ocupado un cargo continuo como profesor de arquitectura en la Escuela de Arquitectura y Diseño Urbano de la Universidad de California, Los Ángeles desde 1980.
En 1994, la obra arquitectónica de Barton Myers se publicó como parte de la serie de libros "Maestros de la arquitectura".  Principalmente en color, la monografía de Myers contiene 52 proyectos ilustrados con más de 350 fotografías.  Otros volúmenes de esta serie incluyen a Norman Foster, Cesar Pelli, Murphy / Jahn, Peter Eisenman, Terry Farrell, Arup, Kisho Kurokawa y Skidmore, Owings & Merrill.

## Temas de diseño
Uno de los temas que recorre el trabajo de Myers es el tema de consolidación urbana. Los proyectos de consolidación que completó en Toronto (Dundas Sherbourne Housing y Hydro Block Housing) sirvieron como prototipos para una distribución uniforme de la densidad urbana vista en Europa y anteriormente en su ciudad natal de Norfolk, oponiéndose a la tendencia creciente de centros de ciudad densos y de gran altura rodeados por una expansión urbana poco densa, ejemplificada por ciudades como Dallas. Su filosofía de renovación urbana se publicó en "Vacant Lottery", con el profesor George Baird de la Universidad de Toronto.  Esto llevó a un renovado interés en la planificación de la ciudad y ofreció una estrategia para aumentar las densidades de población dentro de las ciudades y al mismo tiempo preservar el tejido residencial existente.
Otro tema arquitectónico que Myers ayudó a reintroducir en la arquitectura norteamericana es la idea de edificio emblema urbano. Myers cree que el éxito de un edificio radica en su capacidad para definir las calles, plazas, patios y patios circundantes que hacen que las ciudades sean habitables.  Esta idea se evidencia en muchos de los diseños de Myers, incluidos el Centro de Gobierno Municipal de Phoenix, el Colegio Woodsworth, el Centro de Artes Escénicas de Nueva Jersey y la Expansión de la Etapa III de la Galería de Arte de Ontario. 
El trabajo de Myers a menudo utiliza componentes comerciales o productos industriales confeccionados que se pueden ensamblar fácilmente en el sitio. Sus primeros estudios con productos de acero y aluminio con compañías como DOFASCO y Steclo resultaron en prototipos para viviendas de producción masiva.  Las casas de acero construidas en Hamilton, Ontario, por DOFASCO (1971) sigue en pie y en buenas condiciones. Myers continuó esta exploración de componentes comerciales con Wolf House, Toronto, (1974) y proyectos comerciales como la sede de las oficinas de Alcan en Toronto. Esta exploración ha sido constante a lo largo de su carrera y se puede ver en proyectos que van desde residenciales unifamiliares hasta grandes desarrollos cívicos. A partir de 2007, cuatro de los proyectos de la casa de acero de Myers se han construido y siguen siendo reconocidos por sus colegas arquitectónicos por su innovación. En 2006, Barton Myers escribió un libro "3 Steel Houses" que narra sus exploraciones sobre el diseño de las casas de acero a lo largo de su carrera y su contexto histórico.
El trabajo de Myers también es identificable por su compromiso con la <b>reutilización adaptativa</b> y su enfoque hacia las combinaciones arquitectónicas antiguas / nuevas.  Su sensibilidad al tejido urbano existente apoya la idea de que las adiciones deben relacionarse abiertamente con la estructura y el contexto existentes en lugar de imitar el estilo arquitectónico. La residencia Myers (1971) se convirtió en un ejemplo arquitectónico para viviendas de relleno modernistas relacionadas con el histórico barrio victoriano. Más adelante en su carrera, el trabajo de Myers en la reutilización adaptativa fue honrado por la Fundación de Preservación de California en 2002 por una adición moderna de acero y vidrio al Salón de Justicia de Sacramento, un ejemplo del Clásico Clasicismo de Bellas Artes en Sacramento.
En 2007, el diseño de la casa de Myers en el oeste de Los Ángeles fue galardonado con el más alto nivel de premios otorgado por el American Institute of Architects de Los Ángeles. El jurado se refirió a la casa como "el concepto más prometedor en el ámbito residencial".  Este trabajo continúa 30 años de investigación en el diseño de casas de acero, primero inspirado en las primeras experiencias de Myers en portaaviones navales, y el trabajo de Charles Eames, Le Corbusier, Rudolph Schindler y Pierre Koenig. En 2007, Myers 'Wolf House recibió el Prix du XXe siècle del Royal Architectural Institute of Canada, que "reconoce la excelencia perdurable de la arquitectura de importancia nacional, como los edificios emblemáticos en el contexto histórico de la arquitectura canadiense".
El diseño de Myer para el Museo Seagram en Waterloo, Ontario, fue considerado un "ícono del posmodernismo canadiense e inició una metamorfosis del área".

## Contribuciones a instituciones docentes
Myers ha enseñado arquitectura y ha dado conferencias en colegios y universidades desde 1969, asesorando a una generación de arquitectos y planificadores norteamericanos. A lo largo de su carrera, ha contribuido al crecimiento, planificación y desarrollo de las principales instituciones académicas. Muchas de estas instituciones ejemplifican los principios básicos inherentes a la filosofía de trabajo y diseño de Myers.  Las contribuciones de su campus incluyen: 
- Carroll Community College; (Plan Maestro)
- Universidad de California, Santa Bárbara; (Planificación del campus)
- Universidad de Cincinnati; (Calhoun Street diseño de uso mixto)
- Universidad de Alberta Edmonton; (Plan de Desarrollo a Largo Plazo, Construcción de Viviendas y Consultor Continuo 1975-1978)
- Universidad de California, Los Ángeles; (Northwest Campus Plan, Housing y Commons y West Campus Plan)
- Universidad de California, San Diego; (Scripps Institution of Oceanography)
- Universidad de Maryland, Baltimore; (Plan Maestro)
- Universidad de Nuevo México Albuquerque; (Plan de Desarrollo del Campus y Plan del Campus Oeste)
- Universidad del Sur de California; (Servicios educativos del diseño del edificio)
- Universidad de Toronto; (Real Conservatorio de Música, Toronto)
- Universidad de Virginia Charlottesville; (plan de artes escénicas y plan de la escuela de música McIntire)
- Woodsworth College, Universidad de Toronto; (nuevas instalaciones académicas)
- Universidad de York, Toronto; (Expansión del Centro de Bellas Artes)

## Proyectos (listado parcial)
- 1967: Catálogo de viviendas STELCO; Estudio temprano de viviendas de acero de producción masiva.
- 1971: Myers Residence, Toronto, ON; demuestra la viabilidad de llenar un lote urbano estrecho, 25 pies (7,6 m)   por 118 pies (36,0 m)
- 1971: DOFASCO Housing, Hamilton, ON; Proyecto de vivienda de acero de primera línea de montaje
- 1973: Housing Union Building (HUB Residence), Universidad de Alberta; una galería larga y climatizada se convirtió en un prototipo ampliamente emulado para climas fríos de Canadá.
- 1974: Wolf House, Toronto, ON; Casa de registro de arquitectura, 1977, Real Instituto de Arquitectura de Canadá 2007 Prix du XXe Siècle Award, RAIC Centennial
- 1976: Innis College, Toronto, ON; vieja / nueva combinación con conexión de atrio (con Jack Diamond)
- 1976: Dundas Sherbourne Infill Housing, Toronto, ON; el primer desarrollo de viviendas realizado por la Corporación de Vivienda Sin Fines de Lucro de la Ciudad de Toronto, y el primer plan de viviendas de relleno que se construyó en Toronto
- 1976: Citadel Theatre, Edmonton, AB; Medalla de Arquitectura del Gobernador General de Canadá, 1986 (Diamond, Myers and Wilkin Architects)
- 1980: Oficinas de Alcan, Toronto, ON; Registro arquitectónico, interiores de registro, 1981
- 1980: Grand Avenue / Bunker Hill, Plan Maestro de Los Ángeles, California; dirigió un equipo de diez arquitectos y planificadores líderes, incluidos Harvey S. Perloff, Lawrence Halprin, Cesar Pelli, Hardy Holzman Pfeiffer, KDG Architecture, Frank Gehry & Krueger, Legorreta Arquitectos, Edgardo Contini y Charles Willard Moore, y Urban Innovations Group
- 1983: Museo Seagram, Waterloo ON; Medalla de Arquitectura del Gobernador General de Canadá, 1986
- 1984: Unionville Library, Unionville, Ontario; Sirve como la principal instalación cultural y es un ejemplo clásico de posmodernidad en arquitectura.
- 1985: Phoenix Municipal Government Center. Phoenix, AZ; Arquitecto canadiense, Premio a la Excelencia, 1988
- 1985: Canadian Broadcasting Center Development / Design Guidelines, Toronto; Las instalaciones del estudio fueron programadas en los pisos superiores del edificio.
- 1985: Plan de desarrollo del campus de la Universidad de Nuevo México, Albuquerque, Nuevo México; Plan de desarrollo físico a 25 años para acomodar de 7.000 a 10.000 estudiantes nuevos y aproximadamente 5 000 000 pies cuadrados (464 515 m²) de nuevo desarrollo
- 1985 Stratford Festival Theatre Expansión, ON; Moderna adición para el teatro que alberga el Festival de Stratford de Canadá.
- 1987: Hasbro Inc. Showrooms y oficinas, Nueva York, NY; Nueva sede para salas de exhibición y oficinas ejecutivas del fabricante de juguetes en la cáscara de un edificio de apartamentos de hierro fundido (Stern's, 1896)
- 1987: Centro de Portland para las Artes Escénicas, Portland, OR; Premio al mérito del Instituto de Tecnología Teatral de los Estados Unidos (USITT), 1994 (con Boora Architects y ELS Architects)
- 1988: Calgary Olympic Arch Artwork, AB; Una de las varias obras creadas en honor de los Juegos Olímpicos de Invierno de 1988.
- 1989: Pabellón de Estados Unidos, Expo '92, Sevilla, España. El primer equipo de diseño de California que representa a los Estados Unidos en una exposición o feria mundial.
- 1992: UCLA Northwest Campus Master Plan; Commons, y la adición del campus principal del Residence Buildings que se completó en asociación con Antoine Predock; Esherick Homsey Dodge & Davis; y Gensler y Asociados
- 1992: Woodsworth College, Universidad de Toronto, ON; Medalla de Arquitectura del Gobernador General de Canadá, 1992 (con KPMB)
- 1993: Centro Cerritos para las Artes Escénicas, Cerritos, CA; Premio de Honor del Instituto de Tecnología Teatral de los Estados Unidos (USITT), 1994; Primer teatro multiforme en el mundo a una escala de 900-2000 asientos[15]
- 1993: Galería de Arte de Ontario, Etapa III Expansión; Instituto Americano de Arquitectos, Premio de Diseño del Consejo de California, 1993
- 1994: Ivan Reitman Production Offices, Los Ángeles, CA; Instituto Americano de Arquitectos, San Fernando Chapter Design Award, 1997
- 1997: New Jersey Performing Arts Center, Newark, NJ; Premio al mérito del Instituto de Tecnología Teatral de los Estados Unidos (USITT), 2000[16][17]
- 1998: Universidad de California, San Diego, Scripps Institution of Oceanography, La Jolla, California; Centro de investigación de 27.000 gsf con ocho laboratorios, oficinas de personal, oficinas de apoyo de laboratorio, salas de seminarios y sala de conferencias
- 1999: Casa y estudio en Toro Canyon, Montecito, CA; Premio PIA de Vivienda del Instituto Americano de Arquitectos, Innovación en Diseño de Viviendas, 2002[18]
- 2001: Maverick Records Offices, Beverly Hills, CA; 10.000 pies cuadrados de oficinas ejecutivas y creativas para el sello discográfico fundado por Madonna (artista), Frederick DeMann y Ronnie Dashev
- 2001: 9350 Civic Center Drive, Beverly Hills, CA; Instituto Americano de Arquitectos, Premio al Mérito del Consejo de California, 2003
- 2004: Intermedia (productora) Oficinas, Beverly Hills, CA; Oficinas interiores para la productora de cine en el 9350 de Civic Center Drive
- 2007: Tempe Center for the Arts, Tempe, AZ; (con Architekton)
- 2014: Dr. Phillips Center for Performing Arts, Orlando, FL; (Con HKS & Baker Barrios)

## Exposiciones (listado parcial)
- 2007 "Architecture of the Now and NEXT" Broad Center en UCLA, Premios AIA / LA (28/06 / 07-15 / 07/07)
- Festival de Arquitectura 2007, Toronto, 9-12 de mayo (Prix du XXe Siècle del Royal Architectural Institute of Canada)
- 2006 "Residencial de la costa oeste; El museo contemporáneo y moderno" A + D Museum, Los Ángeles, CA (10/27 / 06–01 / 05/07).
- 2006 "La arquitectura del teatro: aprender de Italia" Istituto Italiano di Cultura, Los Ángeles, CA (9/20 / 06-10 / 20/06).
- 2005 "Forever Modern: 50 años de casas discográficas" Pratt Manhattan Gallery, Pratt Institute, Nueva York, NY.
- 2005 13 Los Angeles Architects, Design Within Reach, Los Angeles
- 2005 34 Los Angeles Architects, A + D Museum, Los Angeles
- 2002 "3 Steel Houses" UCLA School of Architecture
- 2001 "3 Steel Houses" University Art Museum, Universidad de California, Santa Bárbara (04 / 10–06 / 17)
- 2000 Exposición Internacional de Arquitectura Bianual, São Paulo, Brasil.
- 2000 "[Re] Visioning Chapala; Architects Imagine Santa Barbara del siglo XXI, University Art Museum, UCSB (29 de julio al 3 de septiembre)
- 1998 Los premios de arquitectura americana 1998.  The Chicago Athenaeum - Museo de Arquitectura y Diseño.  8 de junio al 16 de agosto, 2 de mayo a 3 de enero.
- 1998 "Building Culture Downtown", Nuevas formas de revitalizar la ciudad estadounidense, National Building Museum, Washington D. C.
- 1997 The Chicago Athenaeum, Frank E. Moss Courthouse Design Competition y New San Diego Federal Courthouse
- 1995 Instituto Real de Arquitectos Británicos, Exposición del Concurso de la Galería de Arte de Manchester City
- 1994 Instituto de Tecnología Teatral de los Estados Unidos, Exposición de Praga.
- 1991 "La competencia para el pabellón de los Estados Unidos, Expo '92, Sevilla, España," Escuela de Graduados de Arquitectura y Urbanismo, Universidad de California, Los Ángeles
- 1990 Mandeville Gallery, Universidad de California, San Diego Exposición del modelo y dibujos del Centro Municipal de Gobierno de Phoenix
- 1988 Arquitectura de la democracia, Phoenix Municipal Government Center, Wight Art Gallery, Universidad de California, San Diego
- 1987 Reconocimiento a Le Corbusier, Galería de la Facultad de Arquitectura, Universidad de Toronto
- 1987 Galería Koplin, Los Ángeles, Barton Myers Associates: muestra de modelos, dibujos y bocetos
- 1987 Phoenix City Hall Competition, Wight Gallery, UCLA
- 1986 Una medida de consenso: la arquitectura canadiense en transición; Vancouver, Nueva York, Toronto, Montreal
- Dibujos de arquitectos de 1985; La galería Charles H. Scott, Emily Carr College of Art and Design, Vancouver
- 1985 Trabajos recientes; Clare Hall, Universidad de Cambridge, Cambridge, Inglaterra
- Monumento de 1984: Manifestación sobre cómo lidiar con lo antiguo, Monuments Now; Studium Generale, Rijksuniversiteit Limburg, Países Bajos
- 1984 Sueños de Desarrollo; La galería del mercado, Toronto
- 1983 La solución urbana: la vida de Toronto; Galería Sable Castelli, Toronto
- 1983 Fresh Frontiers: Canadian Architects Abroad; La Galería de Arte en Harbourfront, Toronto
- 1983 Exposición del Museo Seagram: Escuela de Arquitectura; Universidad de Toronto
- 1983 Estética para el frío; Hallwalls Gallery, Buffalo
- 1982 Grandes proyectos, Canadá en Berlín; Akademie der Kunste, Berlín Oeste
- 1982 Un proceso de diseño, una gran avenida; Universidad de Virginia, Charlottesville, Virginia
- 1982 Exposición de dibujos de diseño; Galería Noval, Vancouver League of Architects, Vancouver
- 1980 Exposición de Proyectos Seleccionados; la escuela de arquitectura, Universidad de Toronto
- 1980 Plaza de Gante; La Exposición Nacional Canadiense patrocinada por la Real Academia Canadiense de Artes.
- 1980 Obras seleccionadas; Walker Art Center, según lo publicado por City Segments
- 1980 El trabajo de Barton Myers, publicado en Design Quarterly No.108, UCLA
- 1979 Exposición de dibujos; Libros de Arquitectura de Ballenford
- Semana de concientización arquitectónica de 1979, Queen's Park, Toronto
- 1974 Perspectus '74, Exposición de Planificación y Arquitectura de la Ciudad de Toronto, Capítulo de Arquitectos de Toronto, Galería David Mirvish
- 1974 Housing Union Building, Walker Art Gallery, Minneapolis
- 1974 Dundas / Sherbourne, Ayuntamiento, Toronto
- 1973 Trabajo de Diamond y Myers en la Escuela de Arquitectura de la Universidad de Toronto.
- 1973 "Explorando Toronto", Capítulo de Arquitectos de Toronto, Nathan Phillips Square

## Libros (listado parcial)
- "Residencias de la costa oeste: lo moderno y lo contemporáneo" por Greg Bellerby (enero de 2007).
- "3 Steel Houses" de Barton Myers (junio de 2006), Images Publishing, 128 páginas.
- "Modern American Houses" por Clifford A. Pearson (octubre de 2005), pp.   126–129.
- "Up North: donde la arquitectura de Canadá se encuentra con la tierra" por Lisa Rochon (agosto de 2004), Key Porter Books, pp.   139, 145-146, 148, 168, 215-216, 239, 253, 254-255.
- "Casas nuevas valientes; aventuras en la vida de California" por Michael Webb (2003), Rizzoli, Nueva York, pp 156–163.
- "House: American Houses for the New Century" por Raul A. Barreneche, y Cathy Lang Ho (2001) Universe Publishers, pp.   64–73
- "Nueva etapa para una ciudad: diseño del Centro de artes escénicas de Nueva Jersey" Michael Webb (1998) Images Publishing Group, 128 páginas.
- "Arquitectura del museo" de Justin Henderson (1998).  Rockport Publishers, Inc., pp.   24–31.
- "Espacios interiores de los Estados Unidos: una revisión pictórica de interiores significativos".  Volumen 3, (1997) Images Publishing Group, pp.   190–191.
- "On Stage: Super Structures" por Phillip Wilkinson (1996) Dorling Kindersley Ltd., pp.   14-15.
- Serie Masters of Architecture: "Barton Myers Selected and Current Works" de Barton Myers y Stephen Dobney, Images Publishing Group. (1994) 256 páginas.
- "Sourcebook of Contemporary North American Architecture" por Sylvia Hart Wright (1989), pp.   24–25, 89.
- "Espacios educativos: una revisión ilustrada de espacios significativos" por Antique Collectors Club, (1999), pp 132–135, 192-193.
- "25 años de casas de discos" por Herbert L. Smith (1984).  McGraw-Hill, Nueva York, pp.   96-99.
- "La arquitectura canadiense contemporánea, la corriente principal y más allá" por Ruth Cawker y William Bernstein (1983), Architectural Book Pub., Pp.   188–191, contraportada.
- "Lotería Vacante" por Barton Myers y George Baird (1978) Walker Art Center, Minneapolis, MN, 51 páginas.
- "Glass House" John Hix (1974), Phaidon Press: Londres, pp.   177, 179.

## Galería

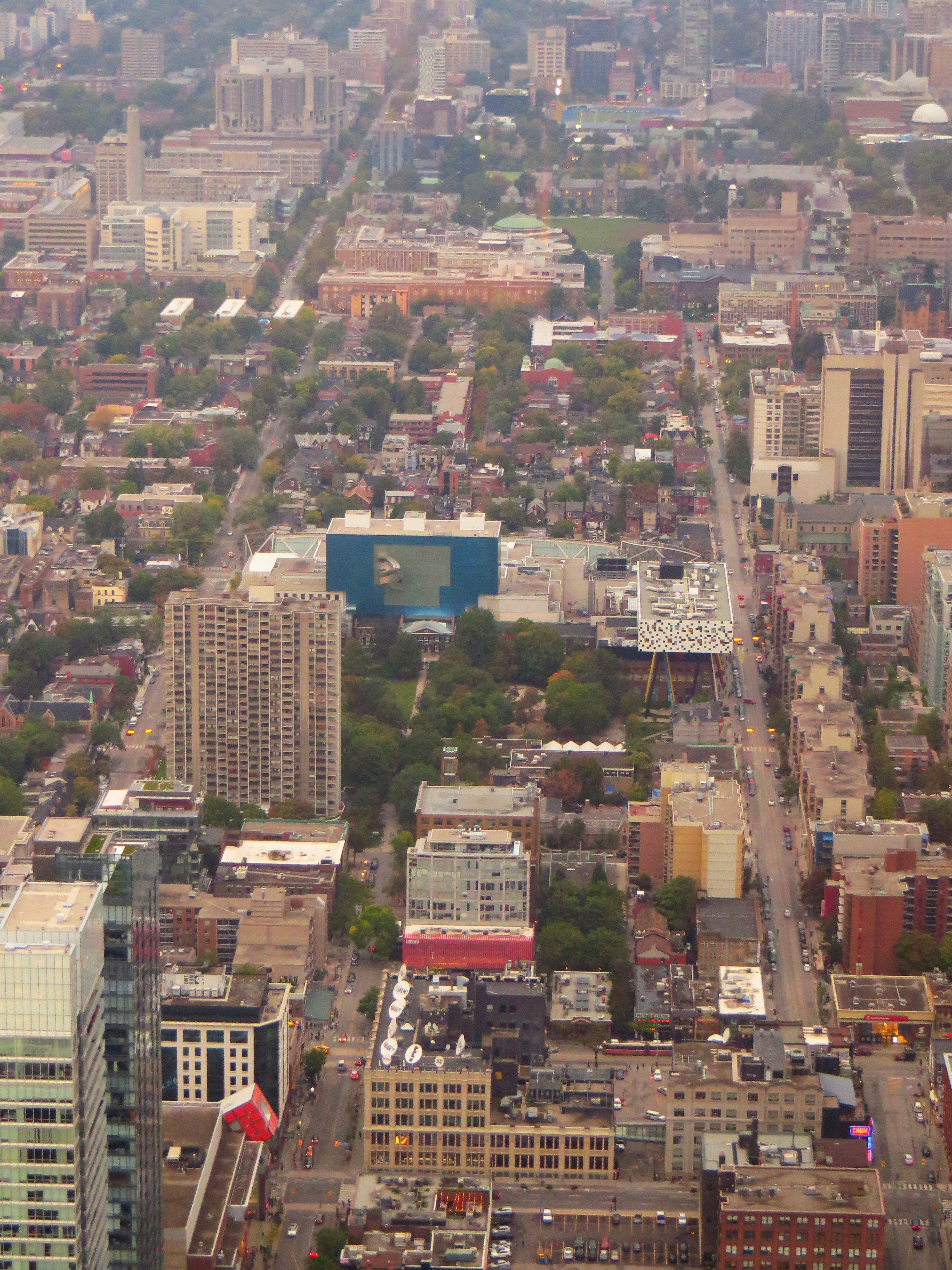
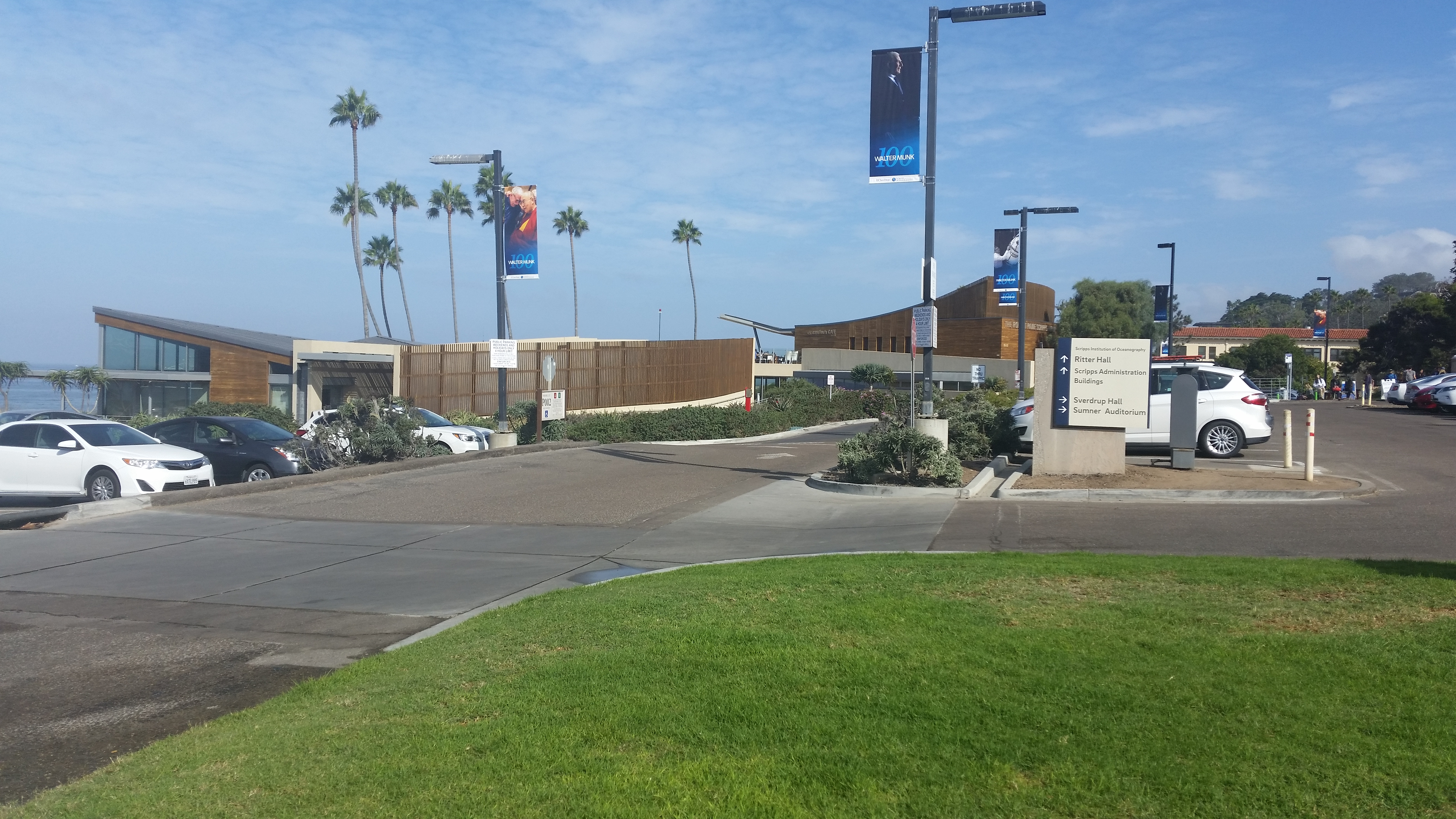
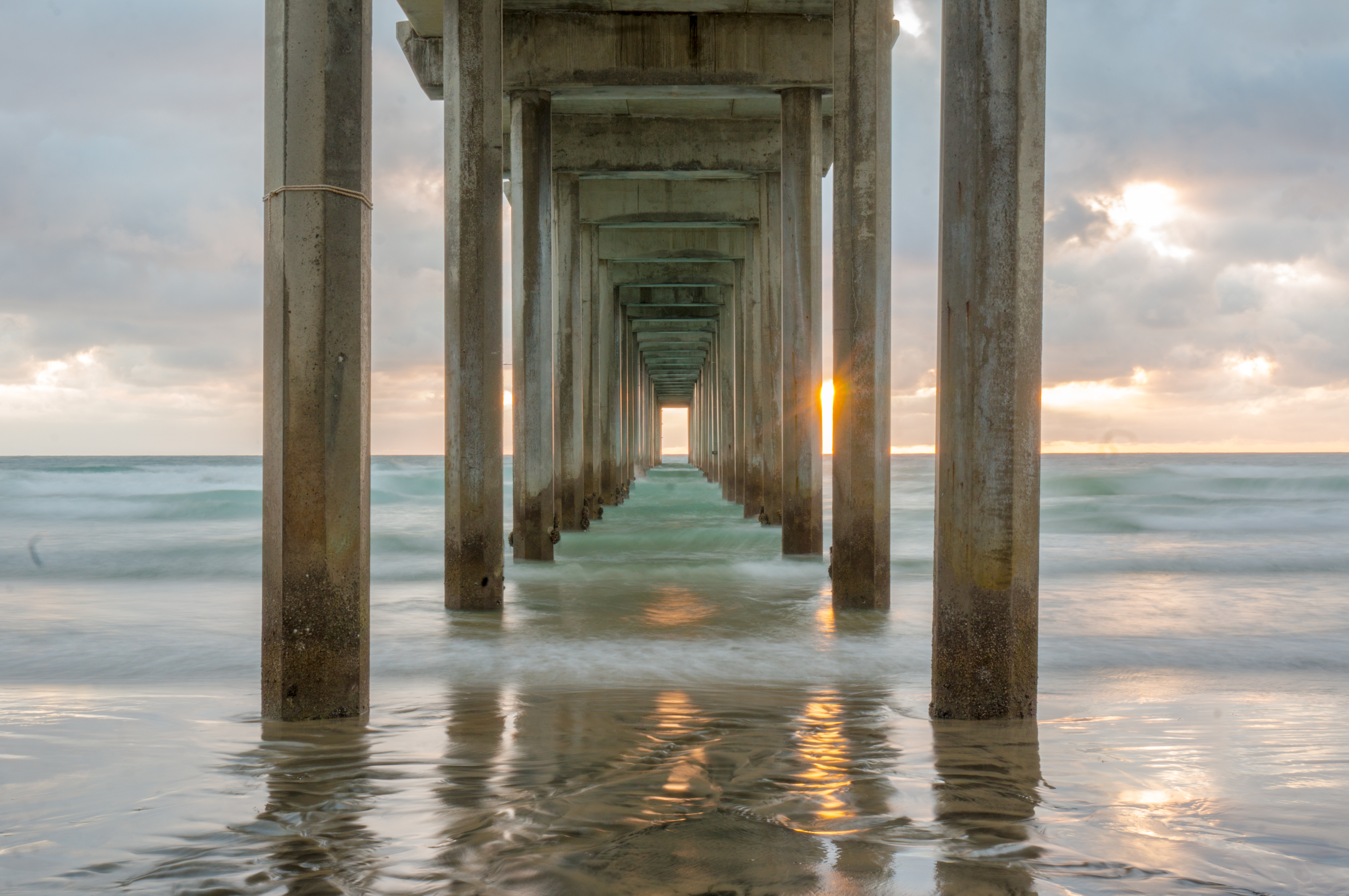
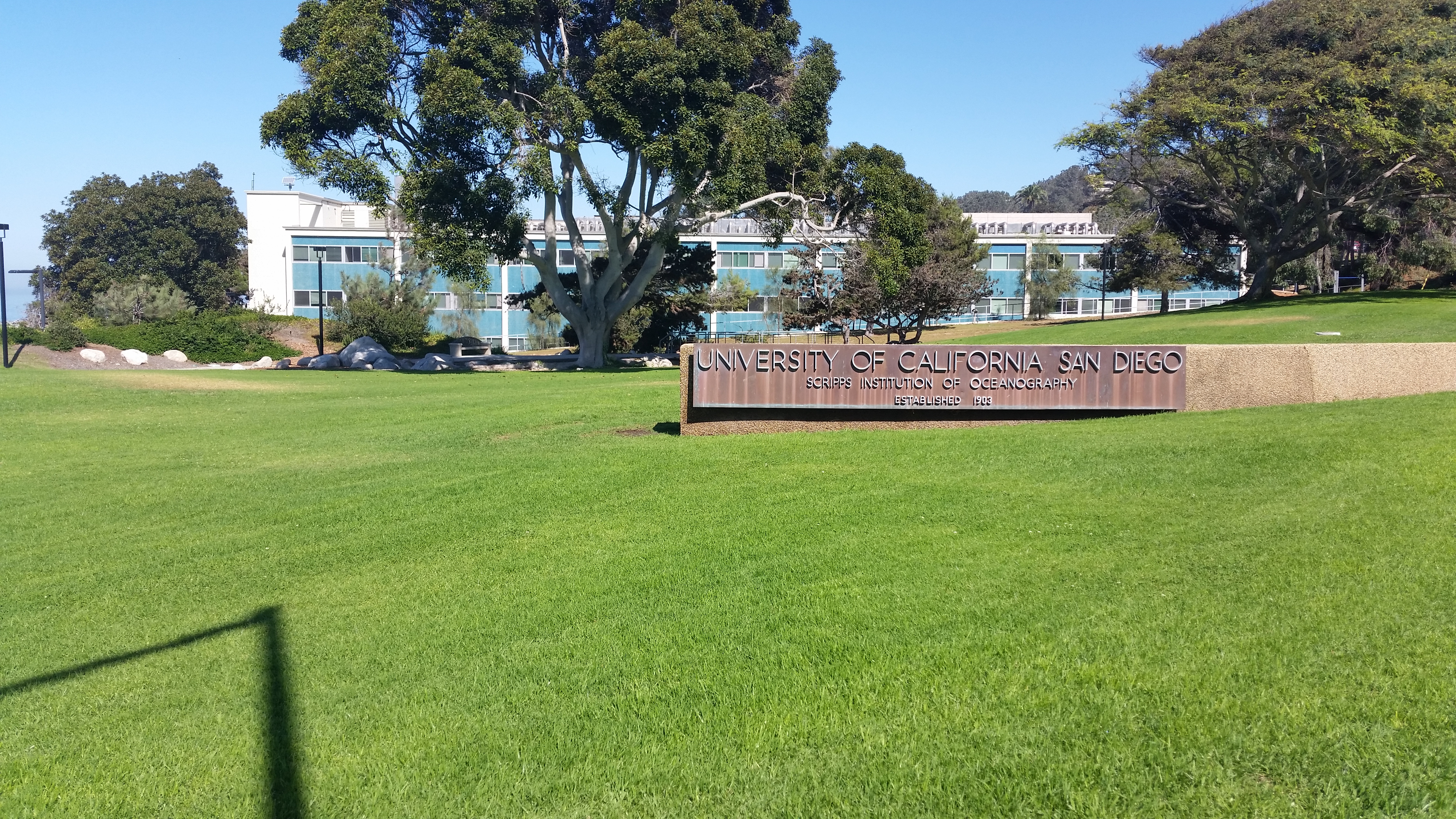
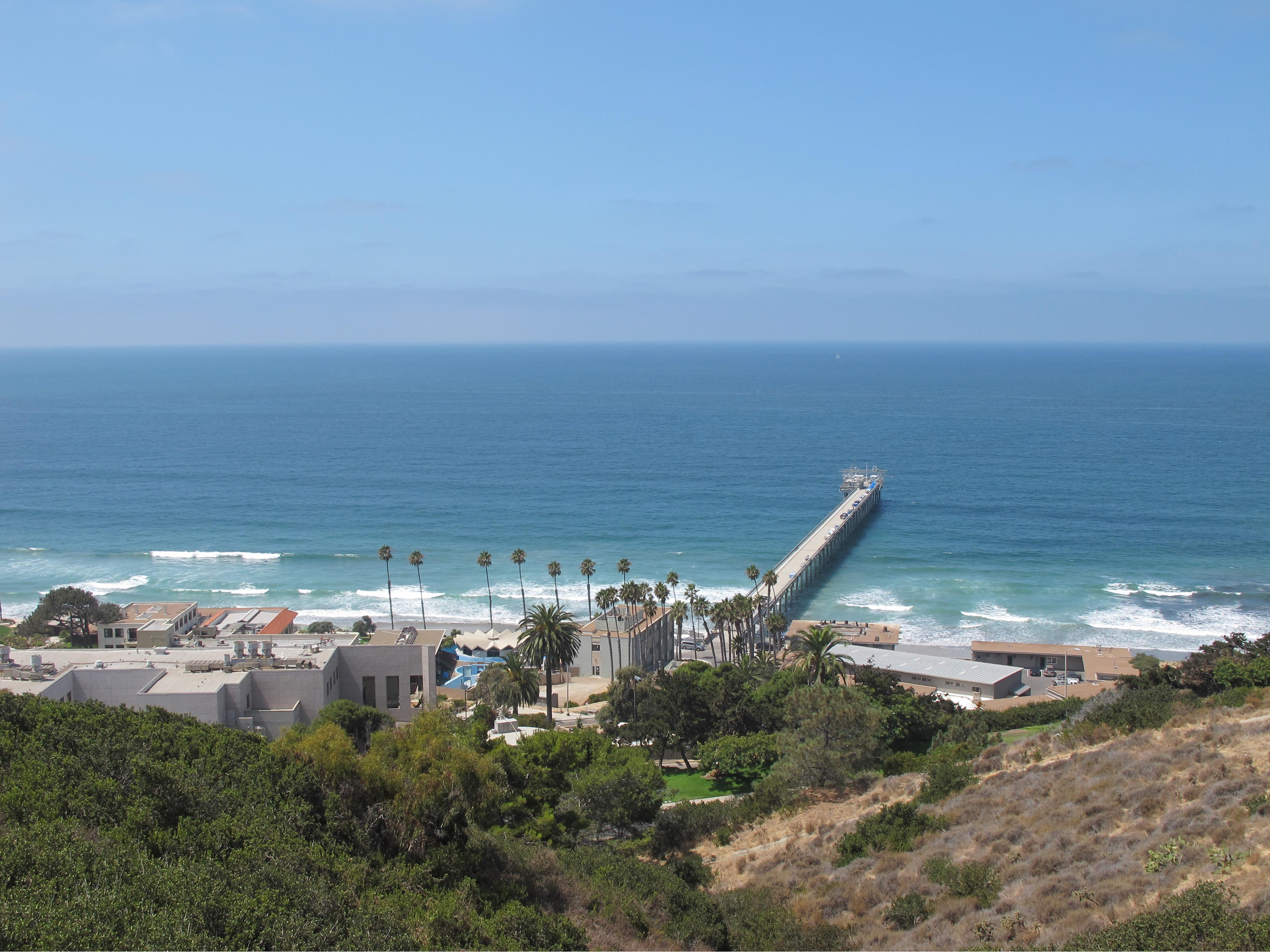
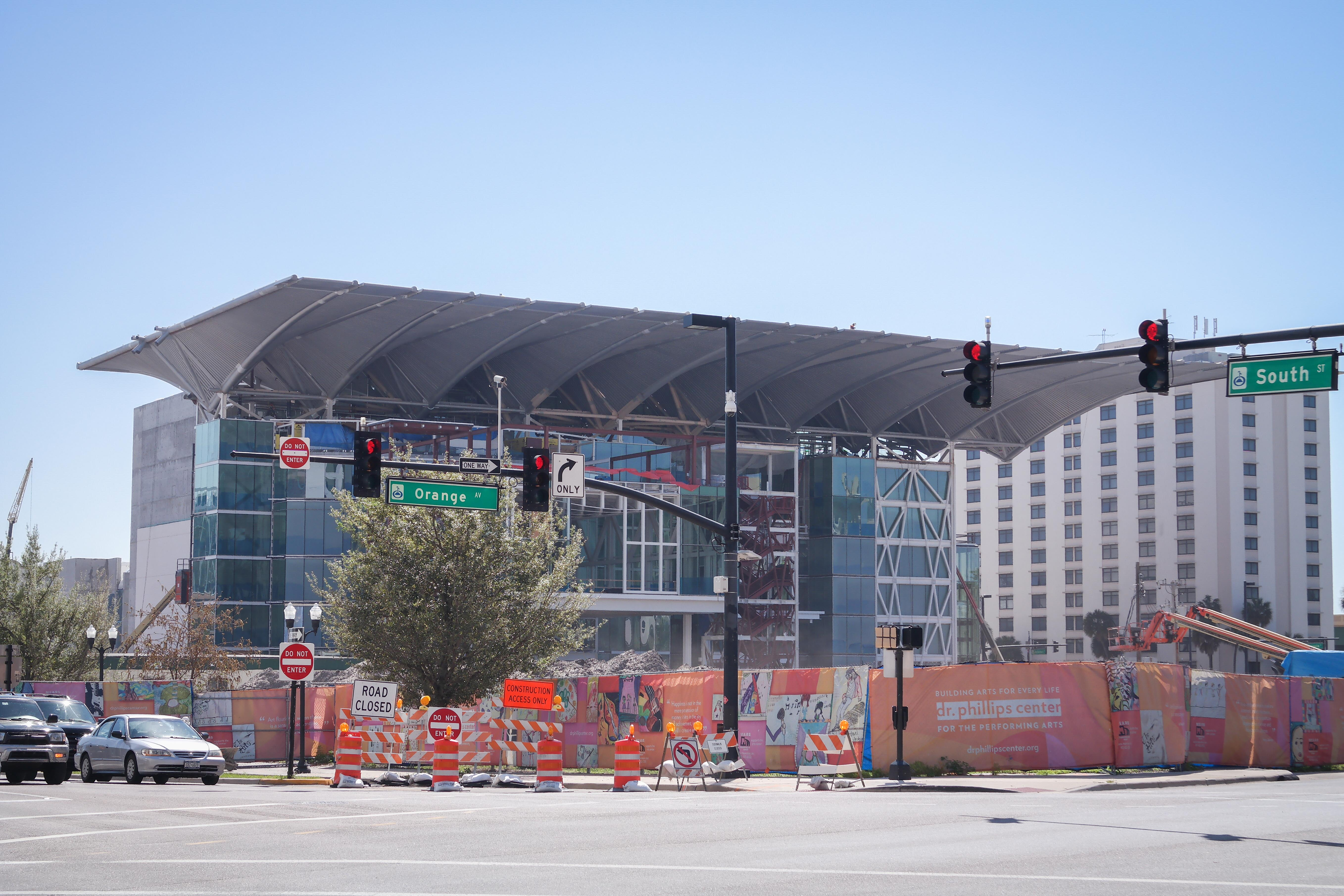
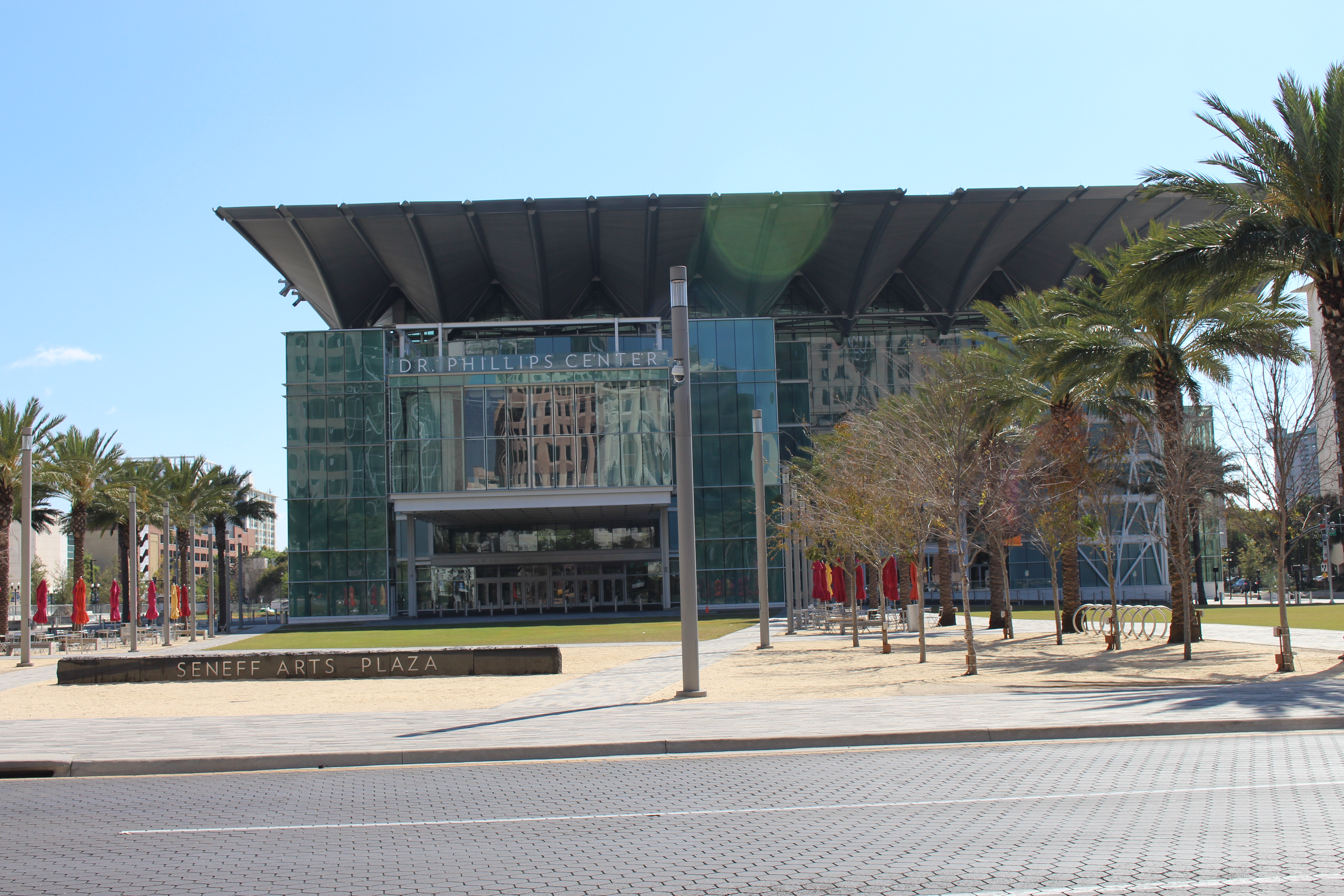
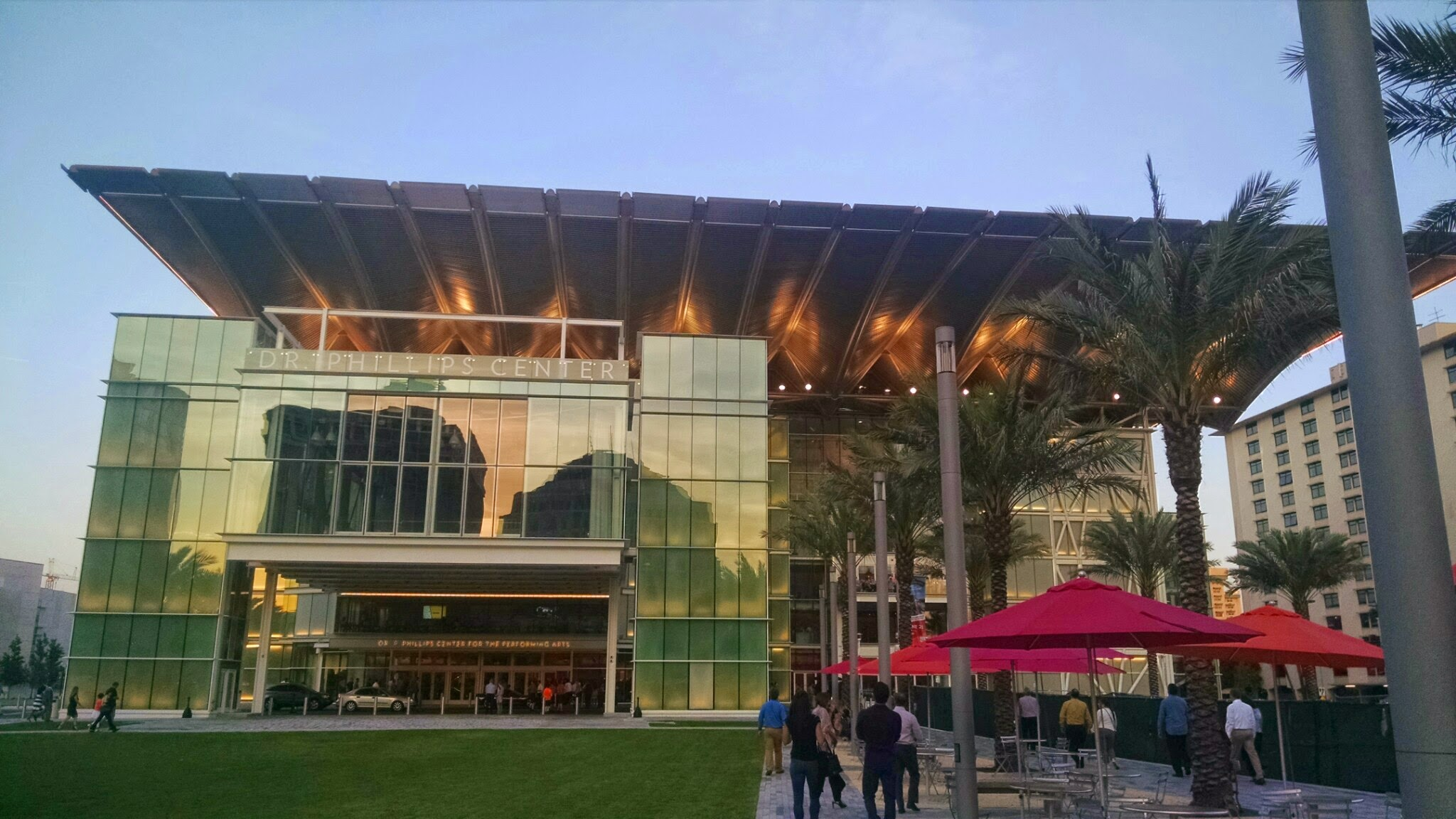
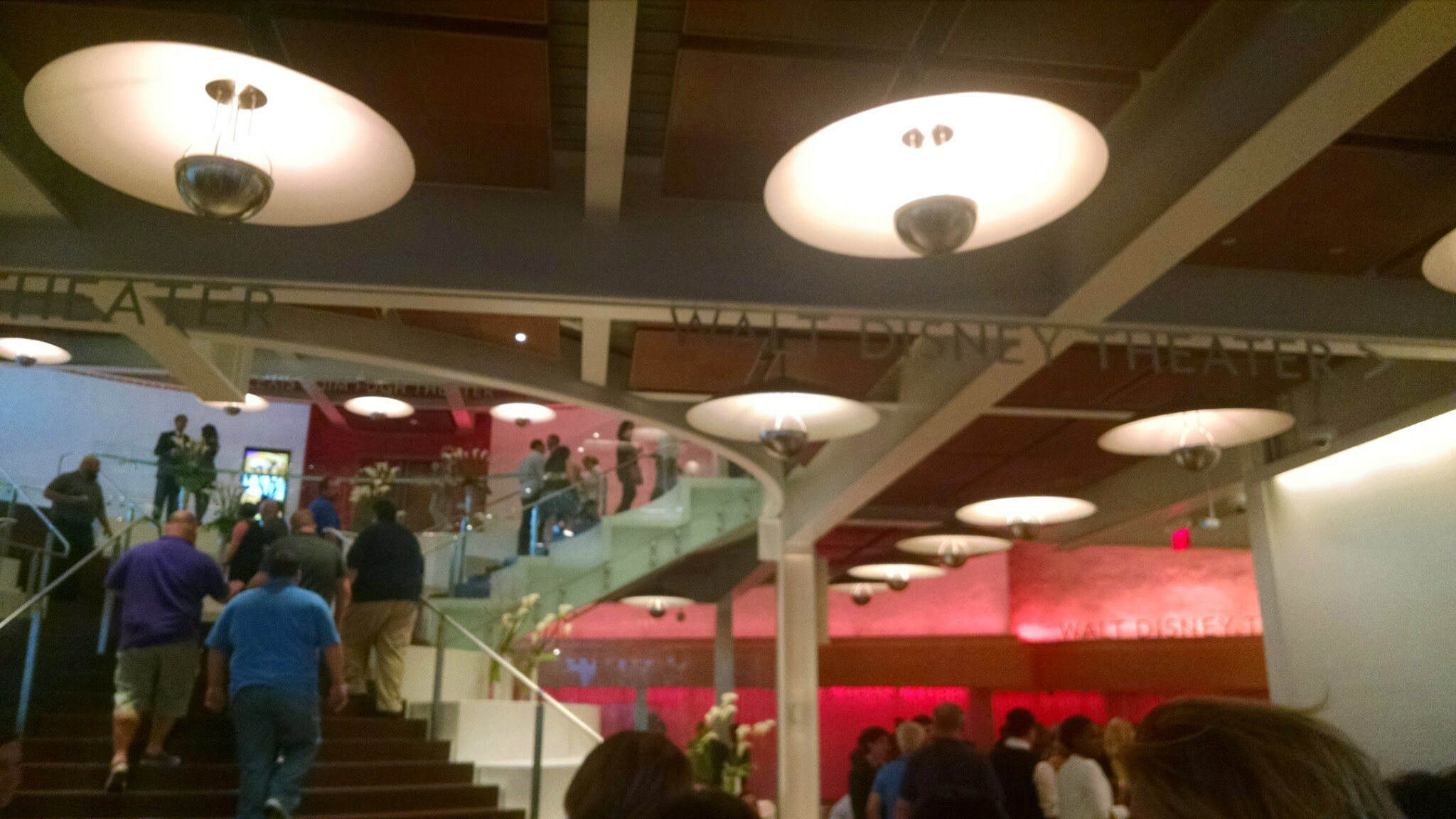
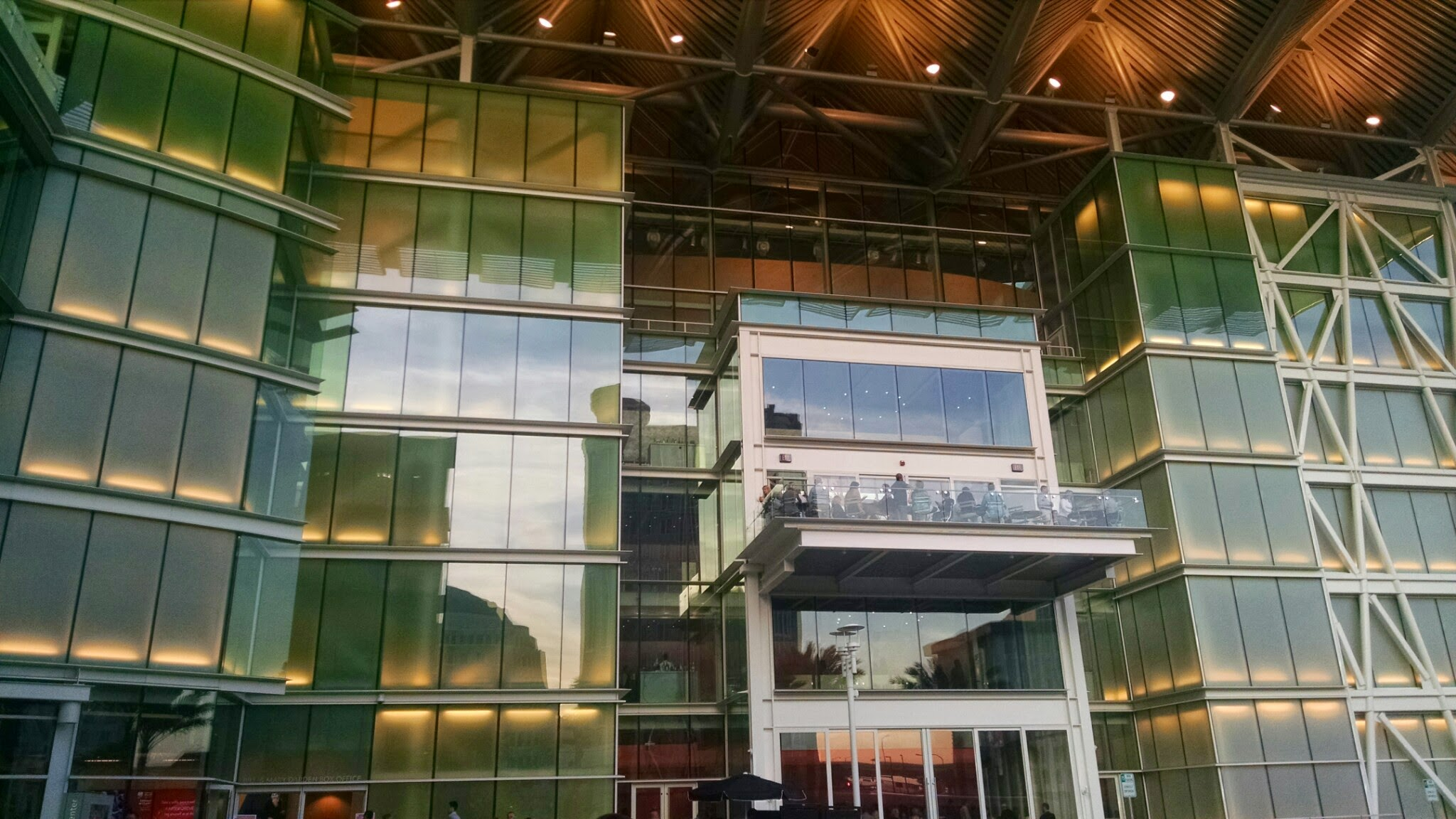
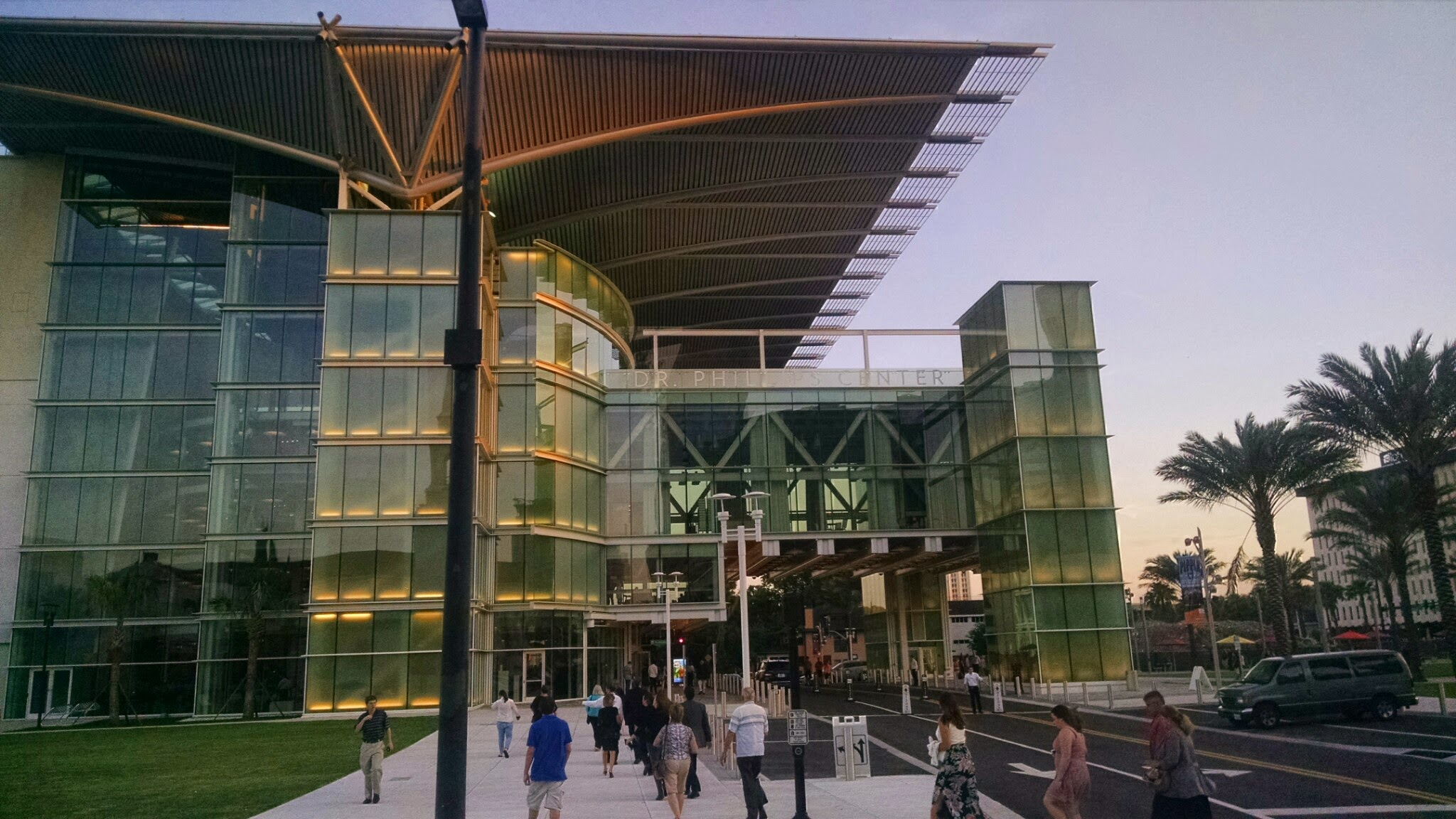
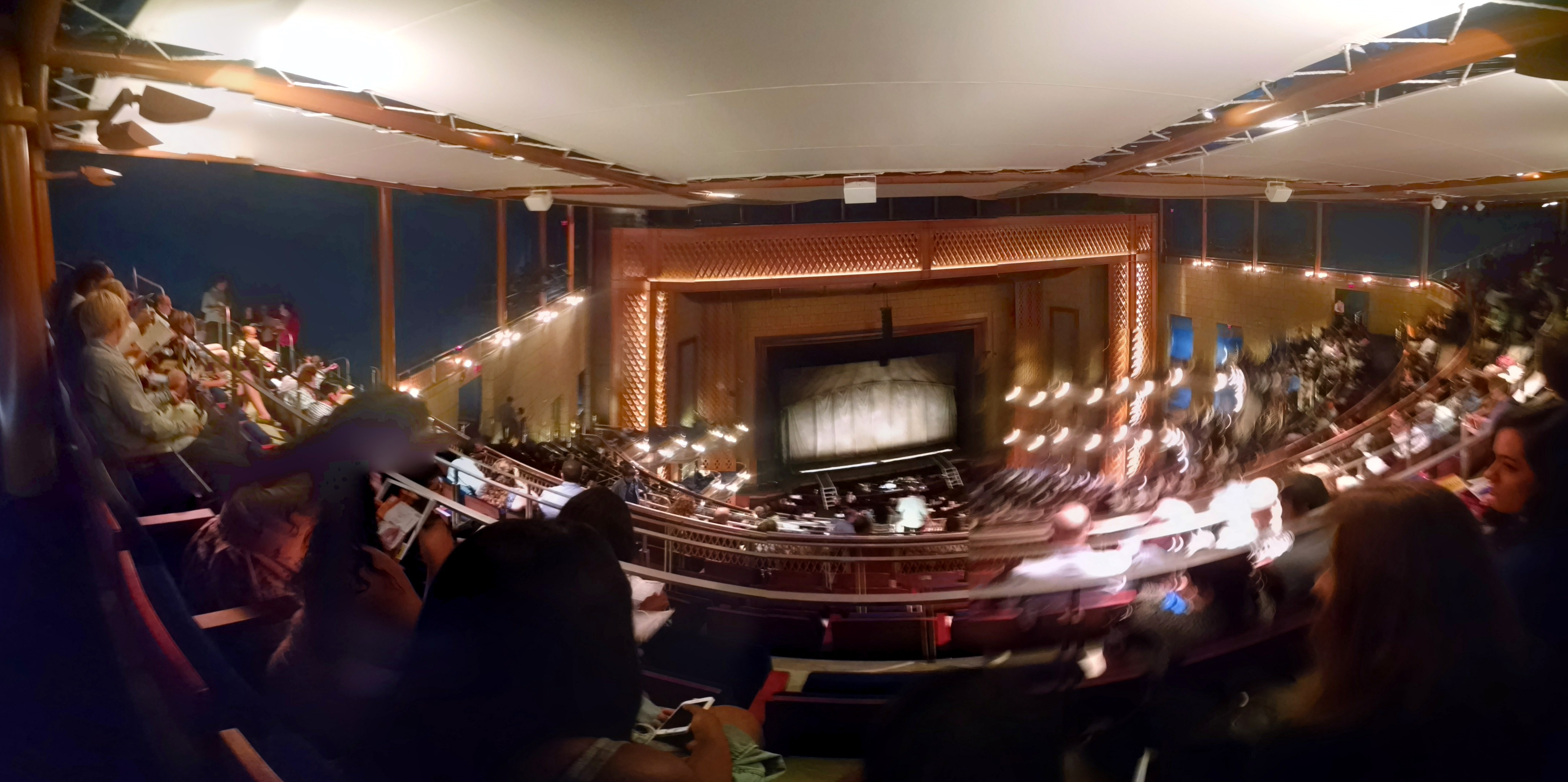
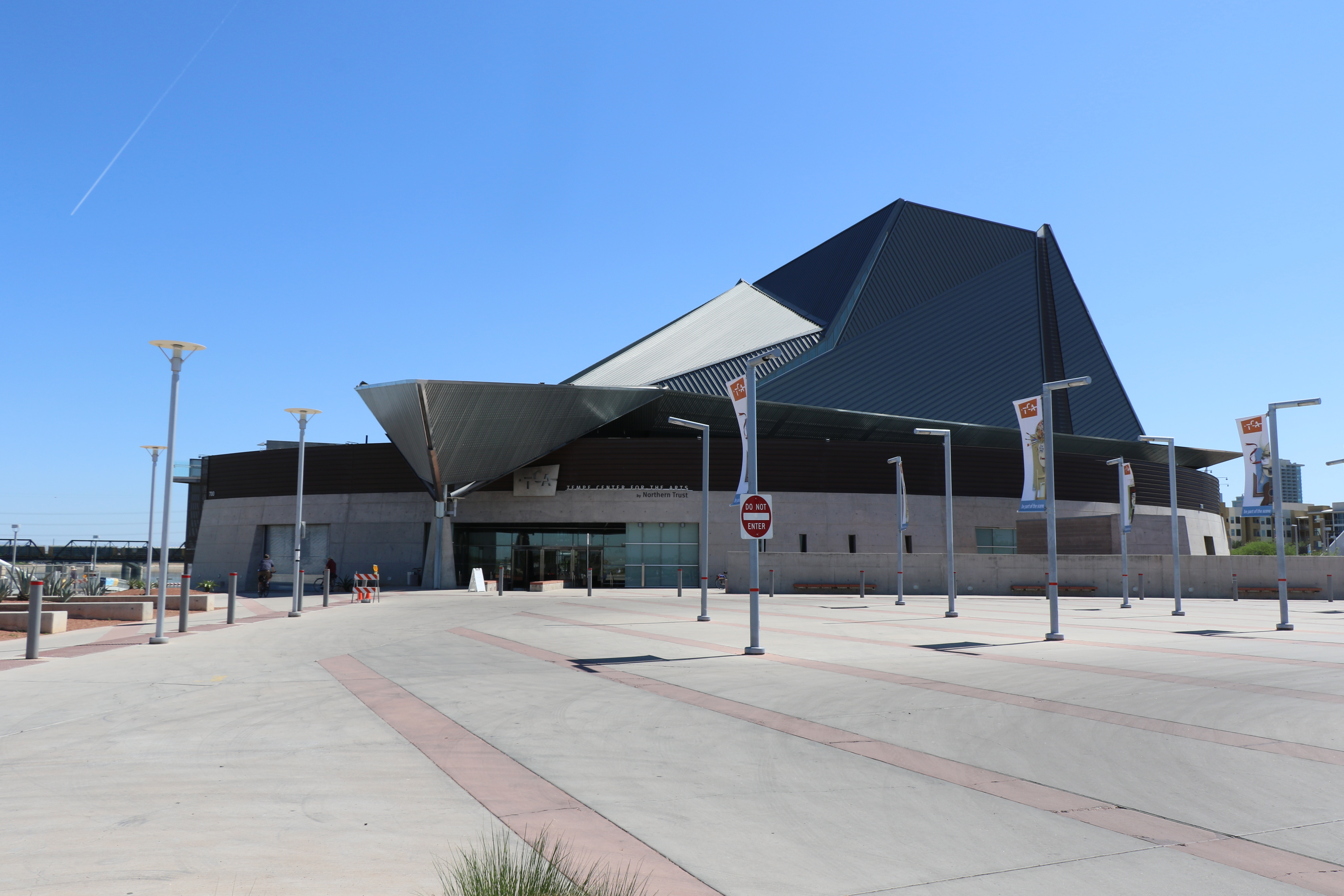
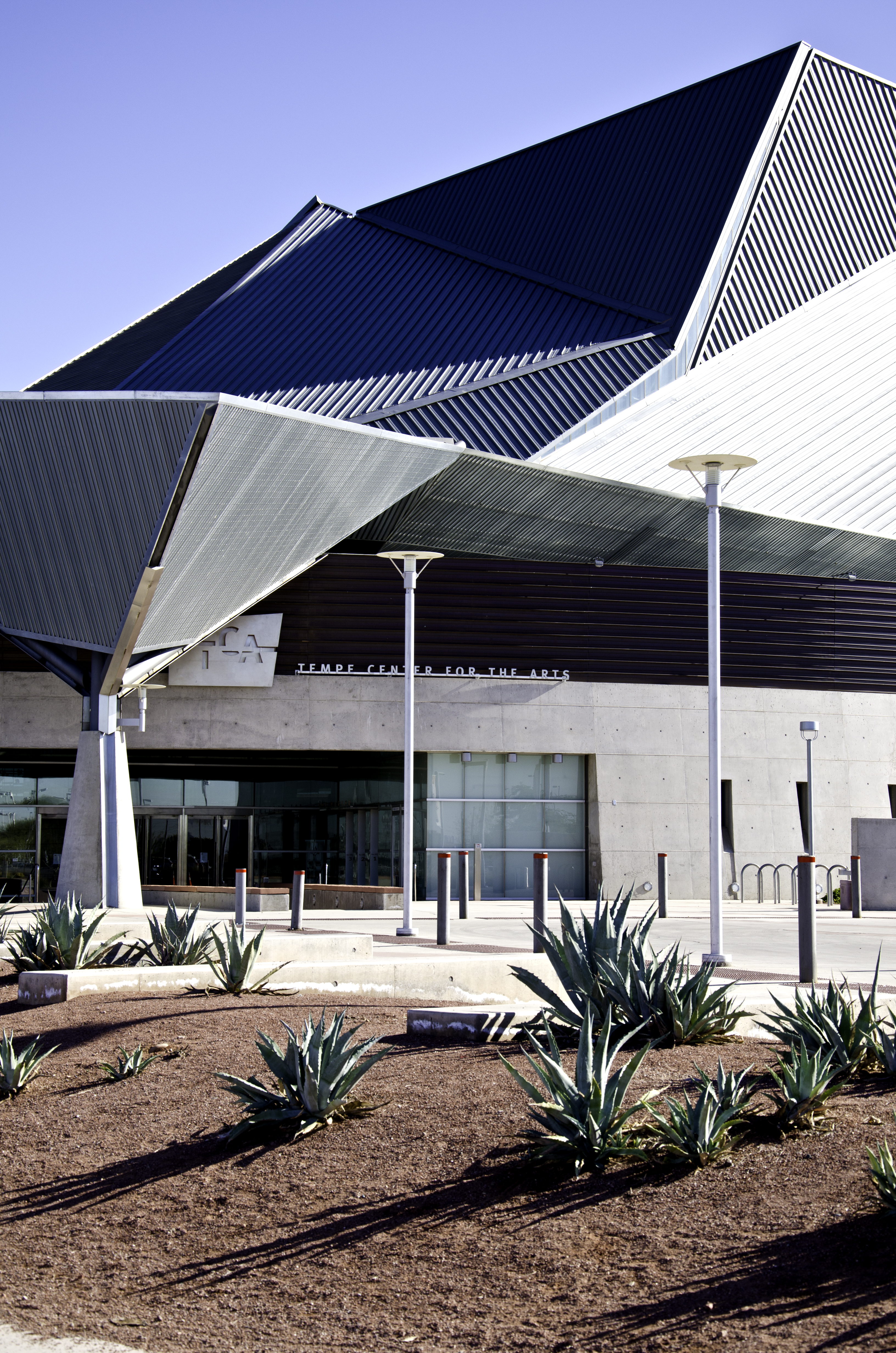
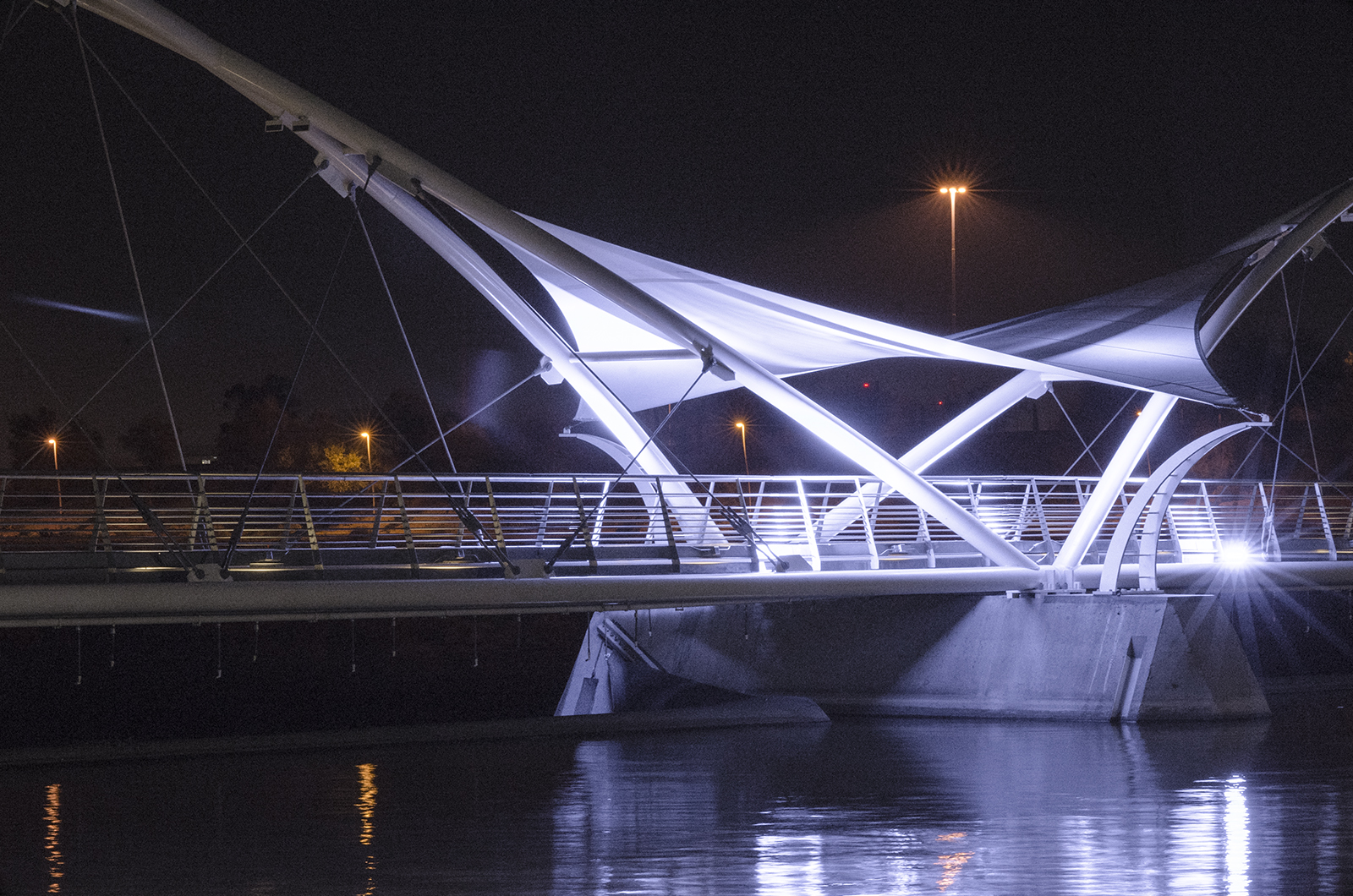
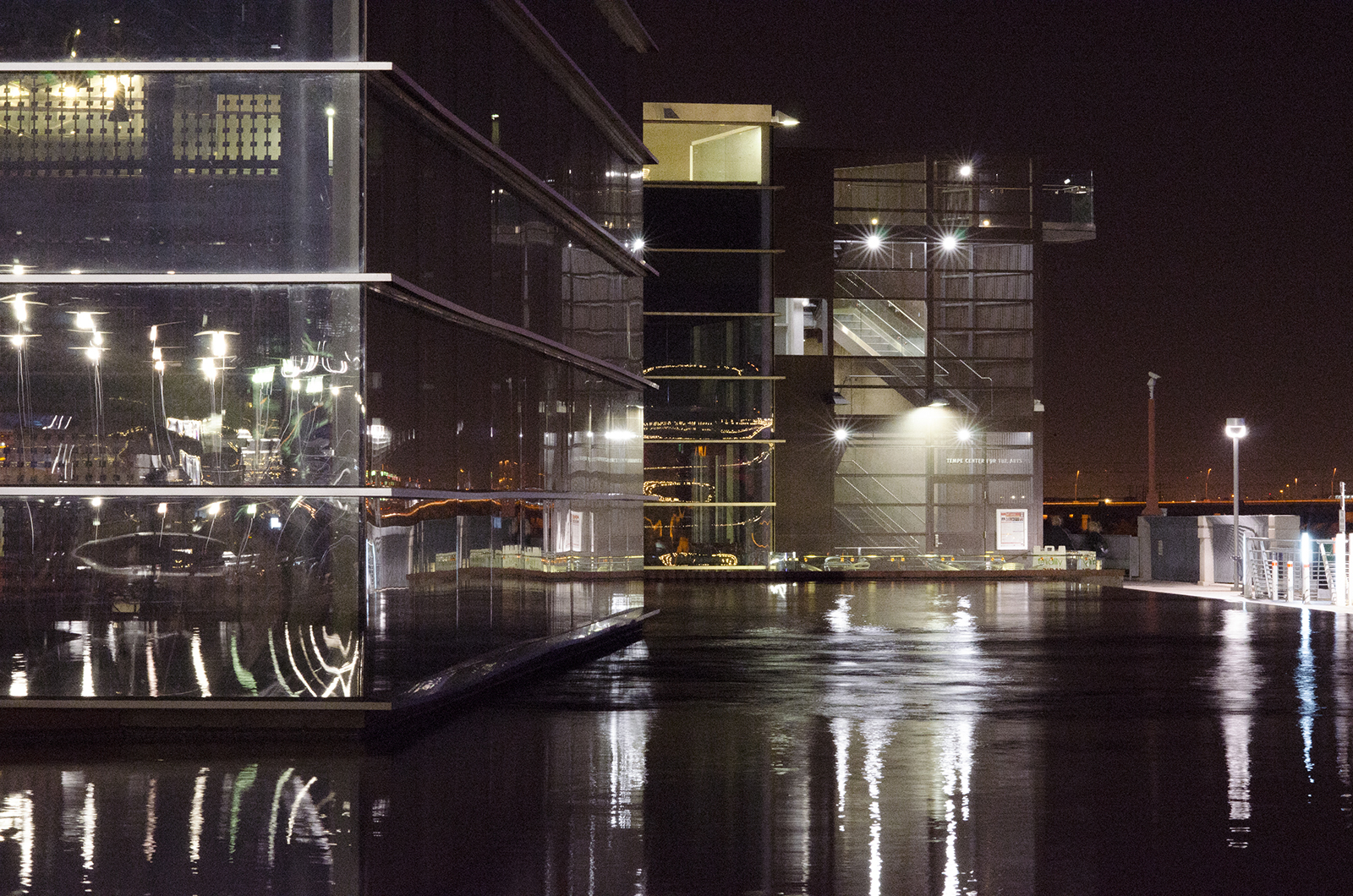
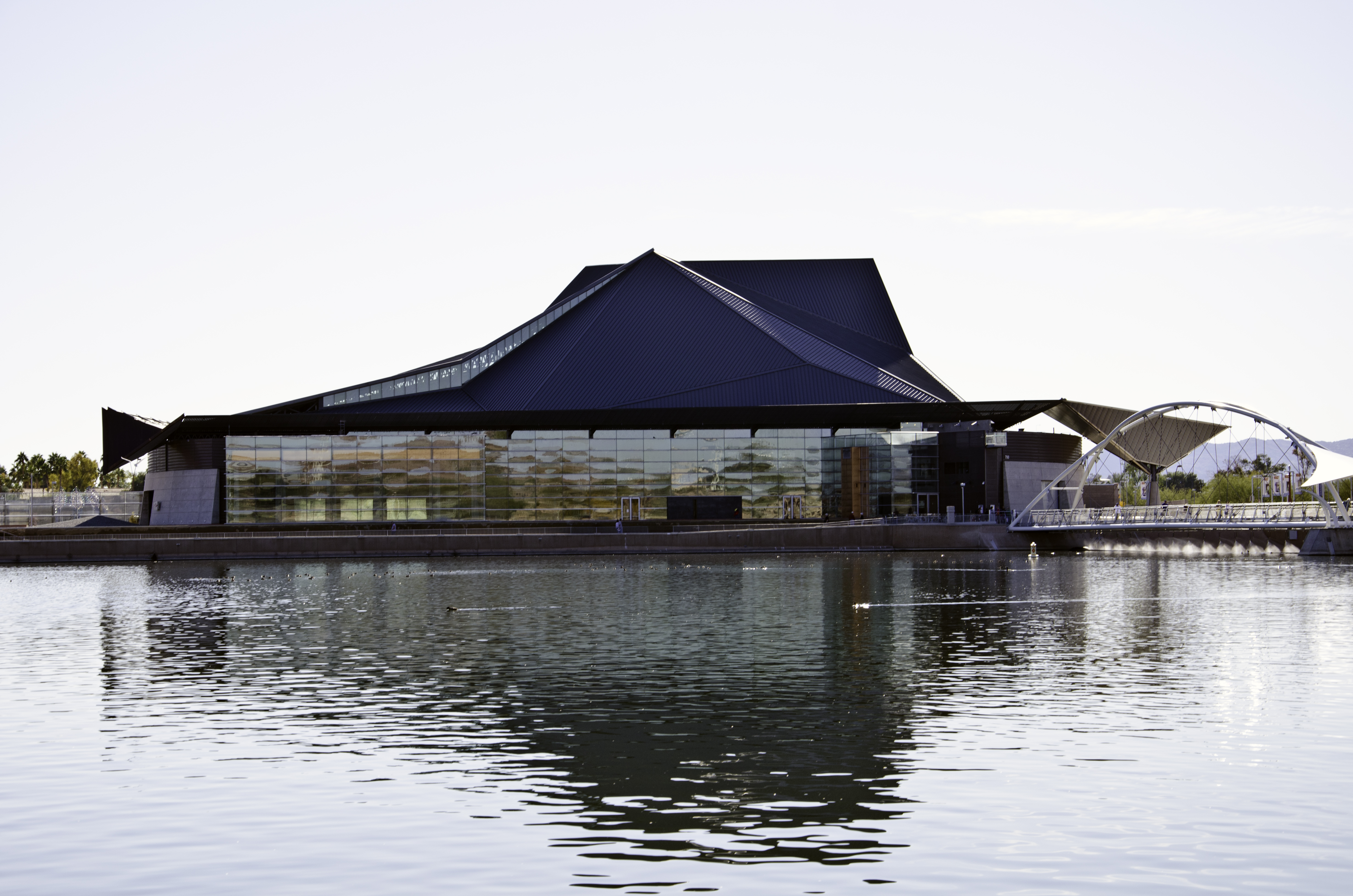
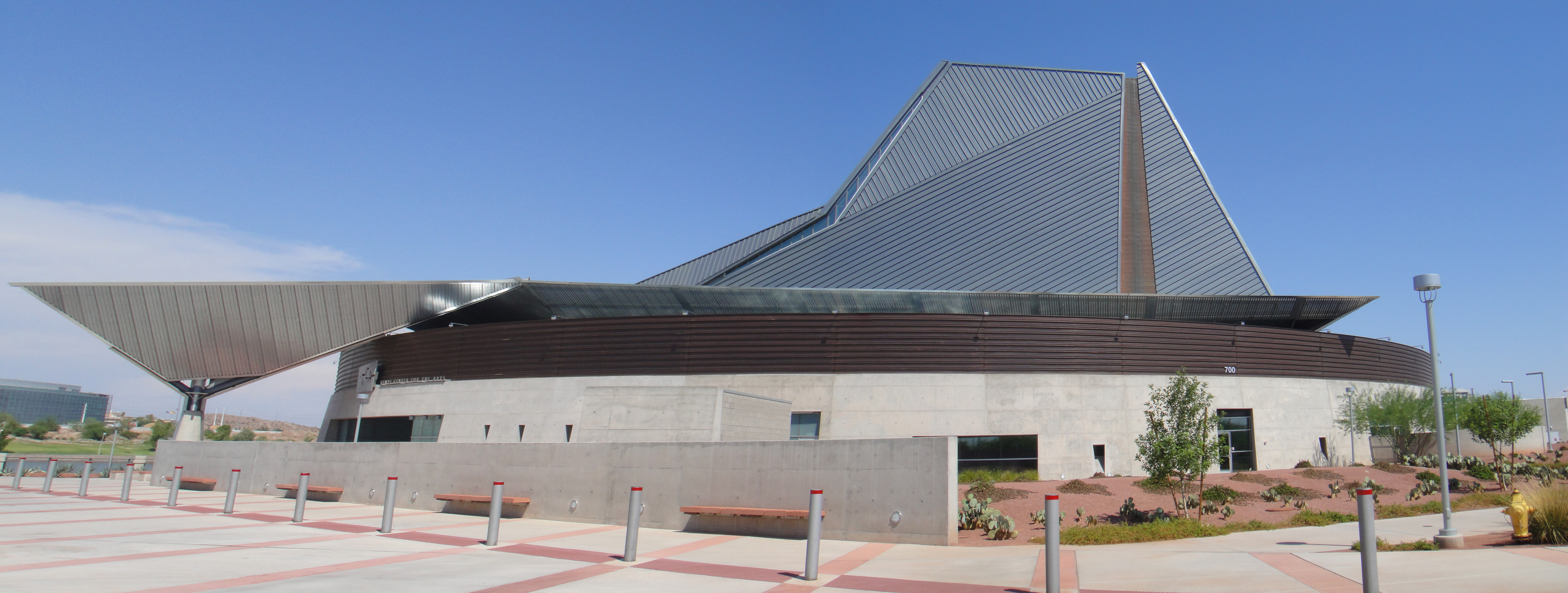
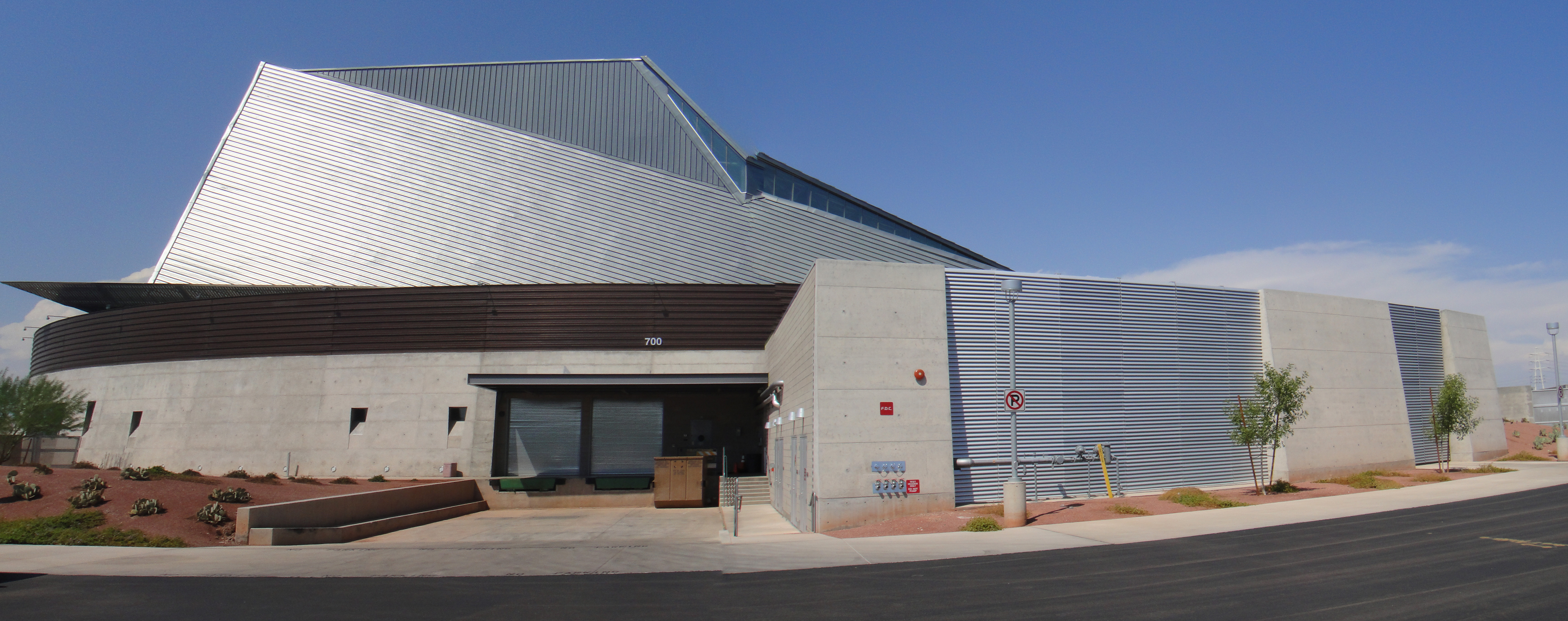
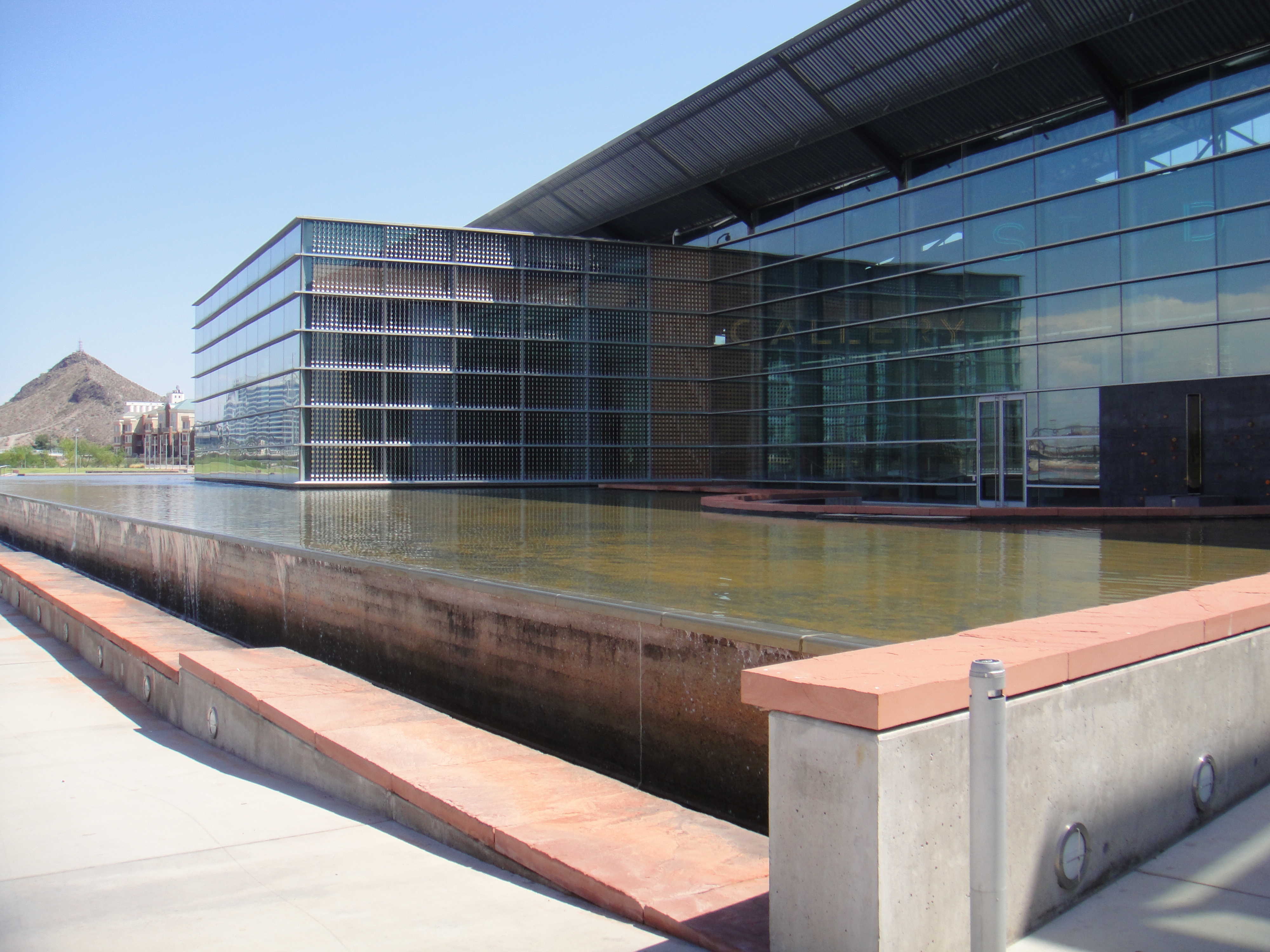
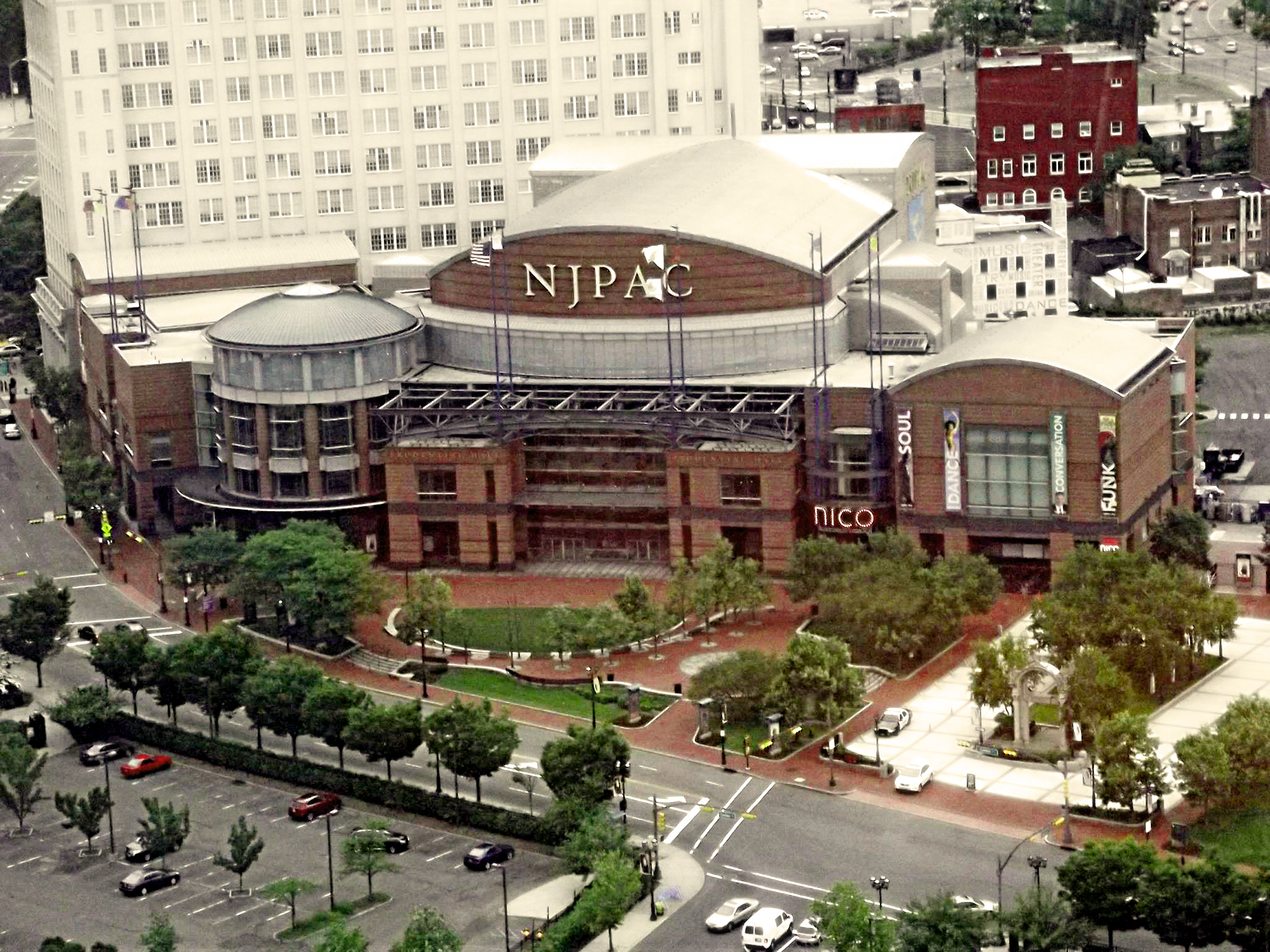
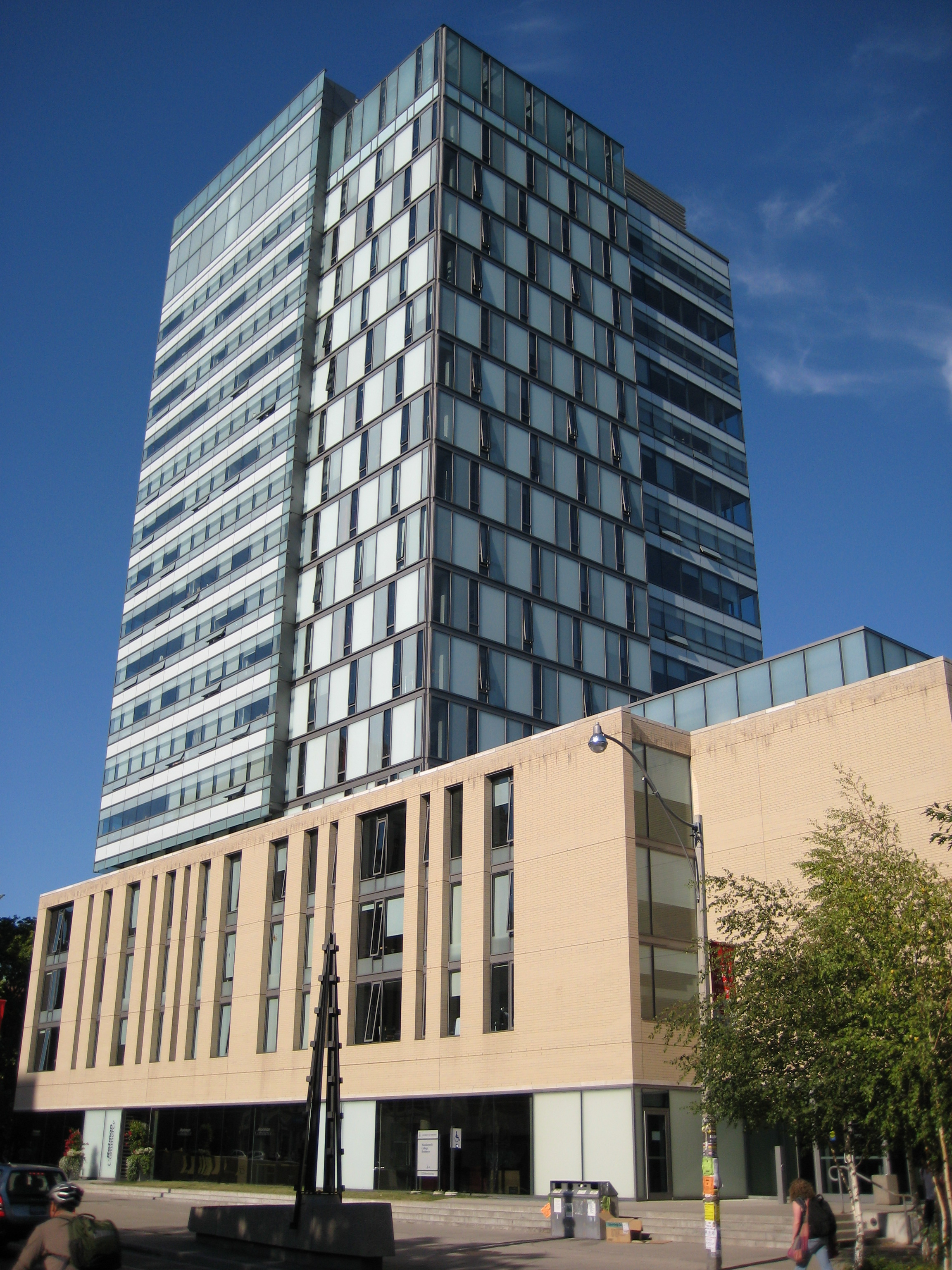
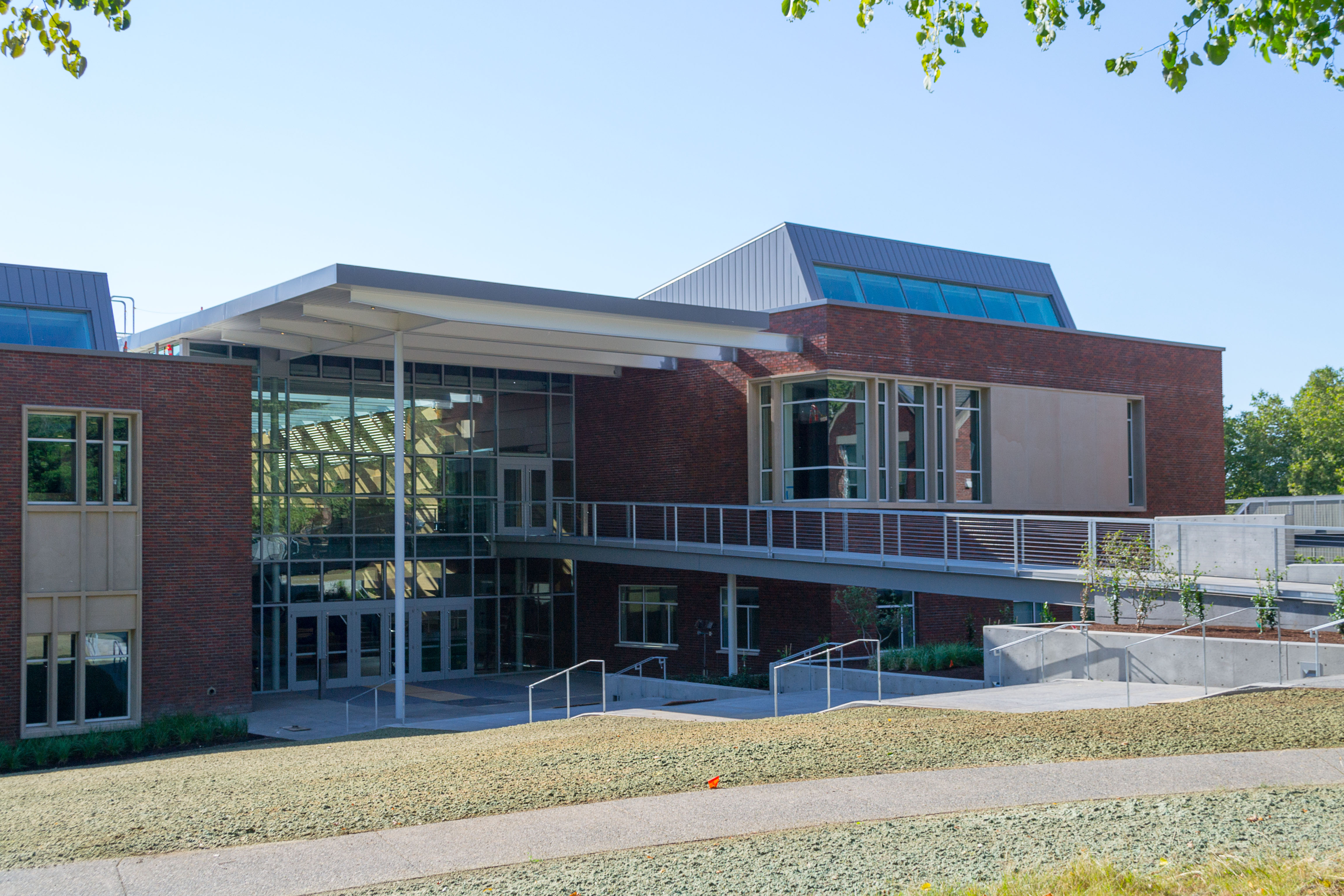
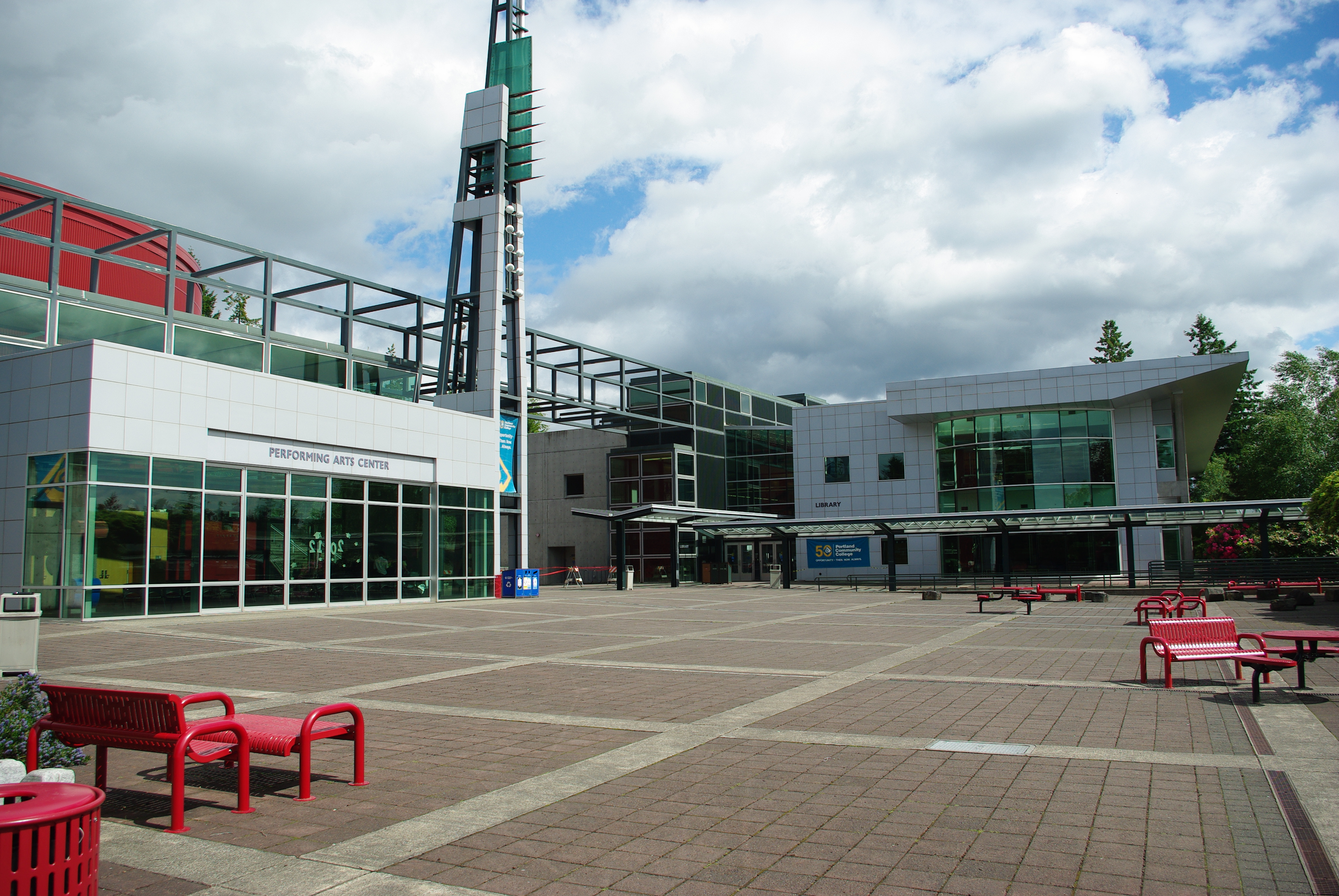
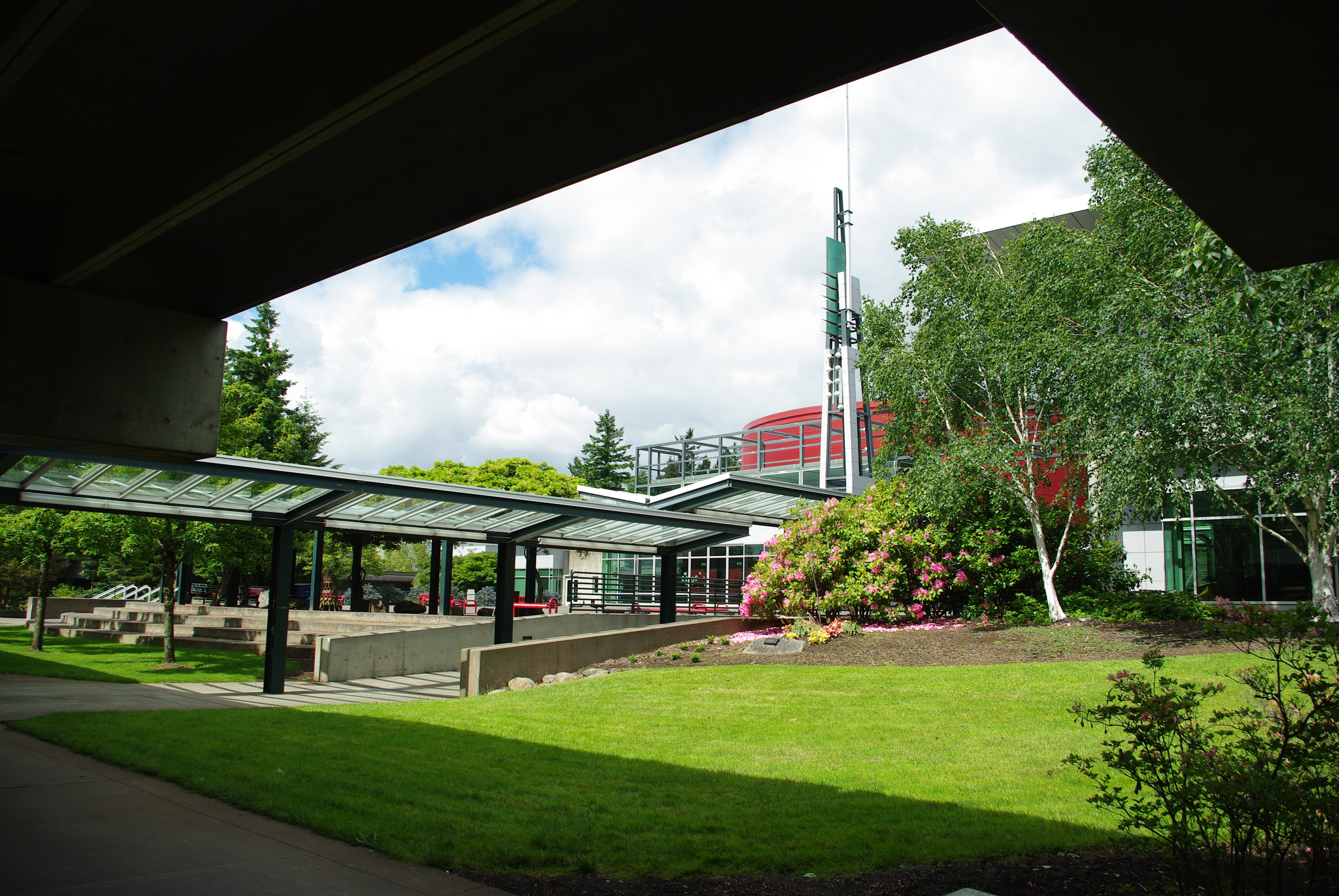